# Матчи сборной Беларуси по футболу (1992—2009)
В этой статье представлен список матчей сборной Белоруссии по футболу в период с 1992 по 2009 годы.

## 1992 год
| 1 Товарищеский матч 28 октября | \| Белоруссия \| 1:1 (0:0) \| Украина \| \| Гоцманов 49′ \| Голы \| Максимов 78′ \| | Стадион: «Динамо», Минск Зрителей: 10 000 Судья: Алексей Спирин |
| Состав: Шанталосов, Орловский, Лесун, Деменковец (Белькевич, 46), Зыгмантович (к), Тайков, Антонович (Гоцманов, 46), Алейников, Герасимец (Кукар, 76), Метлицкий, Величко |                                                                                     |                                                                 |
| Белоруссия | 1:1 (0:0)                                                                           | Украина                                                         |
| Гоцманов 49′ | Голы                                                                                | Максимов 78′                                                    |

## 1993 год
| 1 (2) Товарищеский матч 27 января | \| Эквадор \| 1:1 (1:0) \| Белоруссия \| \| Фернандес 36′ \| Голы \| Герасимец 69′ \| | Стадион: «Монументаль Исидро Ромеро Карбо», Гуаякиль Зрителей: 38 000 Судья: Элиас Хакоме |
| Состав: Шанталосов, Тайков, Орловский, Лесун (Яхимович, 55), Хацкевич (Шуканов, 66), Алейников (к), Кашенцев, Гоцманов (Герасимец, 50), Белькевич (Барановский, 60), Деменковец (Журавель, 50), Величко |                                                                                       |                                                                                           |
| Эквадор | 1:1 (1:0)                                                                             | Белоруссия                                                                                |
| Фернандес 36′ | Голы                                                                                  | Герасимец 69′                                                                             |

| 2 (3) Товарищеский матч 30 января | \| Перу \| 1:1 (1:1) \| Белоруссия \| \| Барони 14′ \| Голы \| Орловский 3′ \| | Стадион: Национальный стадион, Лима Зрителей: 10 000 Судья: А. Арнау Ортега |
| Состав: Сацункевич, Тайков, Орловский, Лесун (Вехтев, 87), Хацкевич, Алейников (к), Кашенцев, Гоцманов, Белькевич (Яхимович, 59), Деменковец (Журавель, 46), Величко (Барановский, 88) |                                                                                |                                                                             |
| Перу | 1:1 (1:1)                                                                      | Белоруссия                                                                  |
| Барони 14′ | Голы                                                                           | Орловский 3′                                                                |

## 1994 год
| 1 (4) Товарищеский матч 30 января | \| Украина \| 3:1 (0:1) \| Белоруссия \| \| Леоненко 62′ · Беженар 65′ (пен.) · Михайленко 82′ \| Голы \| Белькевич 45′ \| | Стадион: Республиканский стадион, Киев Зрителей: 12 000 Судья: Константин Панчик |
| Состав: Сацункевич, Тайков, Островский, Хрипач (Гуренко, 70), Лесун (к), Метлицкий, Герасимец, Юсипец (Деменковец, 80), Белькевич (Яхимович, 86), Качуро (Вехтев, 59), Шуканов (Широкий, 51) | |                                                                                  |
| Украина | 3:1 (0:1) | Белоруссия                                                                       |
| Леоненко 62′ · Беженар 65′ (пен.) · Михайленко 82′ | Голы | Белькевич 45′                                                                    |

| 2 (5) Товарищеский матч 17 августа | \| Польша \| 1:1 (1:1) \| Белоруссия \| \| Бонк 37′ \| Голы \| Вергейчик 38′ \| | Стадион: «Радомяк», Радом Зрителей: 7000 Судья: Хартмут Штрампе |
| Состав: Сацункевич (к), Сысоев, Хрипач (Хмельницкий, 46), Сосницкий, Коноплев, Куланин (Гуренко, 78), Мир. Ромащенко, Вергейчик, Белькевич (Юсипец, 66), Яромко (Яскович, 90), Качуро |                                                                                 |                                                                 |
| Польша | 1:1 (1:1)                                                                       | Белоруссия                                                      |
| Бонк 37′ | Голы                                                                            | Вергейчик 38′                                                   |

| 3 (6) Отборочная стадия X чемпионата Европы. Матч группы 5 7 сентября                                                                       | \| Норвегия \| 1:0 (0:0) \| Белоруссия \| \| Фригорд 88′ \| Голы \| \| | Стадион: «Уллевол», Осло Зрителей: 16 739 Судья: Ги Гуталс |
| Состав: Шанталосов, Гуренко, Сосницкий, Хацкевич, Яхимович, Зыгмантович (к), Антонович, Мархель, Герасимец, Метлицкий, Куланин (Качуро ,46) |                                                                        |                                                            |
| Норвегия | 1:0 (0:0)                                                              | Белоруссия                                                 |
| Фригорд 88′ | Голы                                                                   |                                                            |

| 4 (7) Отборочная стадия X чемпионата Европы. Матч группы 5 12 октября                                                                                               | \| Белоруссия \| 2:0 (0:0) \| Люксембург \| \| Мир. Ромащенко 67′ · Герасимец 76′ \| Голы \| \| | Стадион: «Динамо», Минск Зрителей: 14 000 Судья: Ричард О'Хэнлон |
| Состав: Шанталосов, Гуренко, Роднёнок (Сосницкий, 80), Метлицкий, Яхимович, Зыгмантович (к), Герасимец, Мархель (Антонович, 65), Алейников, Мир. Ромащенко, Шуканов |                                                                                                 |                                                                  |
| Белоруссия | 2:0 (0:0)                                                                                       | Люксембург                                                       |
| Мир. Ромащенко 67′ · Герасимец 76′ | Голы                                                                                            |                                                                  |

| 5 (8) Отборочная стадия X чемпионата Европы. Матч группы 5 16 ноября                                                                                             | \| Белоруссия \| 0:4 (0:2) \| Норвегия \| \| \| Голы \| Берг 35′ · Леонардсен 40′ · Бохинен 52′ · Рекдаль 83′ (пен.) \| | Стадион: «Динамо», Минск Зрителей: 8700 Судья: Любе Спасов   |
| Состав: Шанталосов, Яскович, Роднёнок, Метлицкий, Яхимович, Зыгмантович (к), Антонович, Мархель (Юсипец ,46), Герасимец, Мир. Ромащенко (Гуринович, 82), Шуканов | |                                                              |
| Белоруссия | 0:4 (0:2) | Норвегия                                                     |
| | Голы | Берг 35′ · Леонардсен 40′ · Бохинен 52′ · Рекдаль 83′ (пен.) |

## 1995 год
| 1 (9) Отборочный матч чемпионата Европы 29 марта | \| Чехия \| 4:2 (2:1) \| Белоруссия \| \| Кадлец 4′ · Бергер 18′, 63′ · Кука 69′ \| Голы \| Герасимец 44′ (пен.) · Гуринович 88′ \| | Стадион: «Базалы», Острава Зрителей: 5549 Судья: Жиль Вессьер |
| Состав: Шанталосов, Гуренко, Сосницкий, Тайков, Яхимович (Роднёнок, 77), Зыгмантович (к), Герасимец, Журавель (Кашенцев, 81), Юсипец, Метлицкий, Гуринович | |                                                               |
| Чехия | 4:2 (2:1) | Белоруссия                                                    |
| Кадлец 4′ · Бергер 18′, 63′ · Кука 69′ | Голы | Герасимец 44′ (пен.) · Гуринович 88′                          |

| 2 (10) Отборочный матч чемпионата Европы 26 апреля | \| Белоруссия \| 1:1 (0:0) \| Мальта \| \| Тайков 57′ \| Голы \| Каработт 71′ \| | Стадион: «Динамо», Минск Зрителей: 12 000 Судья: Ладислав Гадоши |
| Состав: Сацункевич, Гуренко, Тайков, Метлицкий (Роднёнок, 70), Журавель, Зыгмантович (к), Герасимец, Юсипец (Качуро, 77), Антонович, Гуринович, Шуканов |                                                                                  |                                                                  |
| Белоруссия | 1:1 (0:0)                                                                        | Мальта                                                           |
| Тайков 57′ | Голы                                                                             | Каработт 71′                                                     |

| 3 (11) Отборочный матч чемпионата Европы 7 июня | \| Белоруссия \| 1:0 (1:0) \| Нидерланды \| \| Герасимец 27′ \| Голы \| \| | Стадион: «Динамо», Минск Зрителей: 37 000 Судья: Адриан Порумбою |
| Состав: Шанталосов, Гуренко, Довнар (Кашенцев, 87), Роднёнок, Тайков, Зыгмантович (к), Герасимец, Журавель, Мир. Ромащенко (Антонович, 55), Юсипец, Качуро |                                                                            |                                                                  |
| Белоруссия | 1:0 (1:0)                                                                  | Нидерланды                                                       |
| Герасимец 27′ | Голы                                                                       |                                                                  |

| 4 (12) Товарищеский матч 29 июля | \| Литва \| 1:1 (1:0) \| Белоруссия \| \| Скарбалюс 11′ \| Голы \| Качуро 73′ (пен.) \| | Стадион: «Жальгирис», Вильнюс Зрителей: 1000 Судья: Роман Лаюкс |
| Состав: Сацункевич (к), Гуренко, Довнар, Роднёнок, Тайков, Хацкевич (Хмельницкий, 46), К.Коваленко, Чайка (Шавров, 69), К.Коваленко (Штанюк, 87), Шуканов (В.Маковский, 67), Качуро |                                                                                         |                                                                 |
| Литва | 1:1 (1:0)                                                                               | Белоруссия                                                      |
| Скарбалюс 11′ | Голы                                                                                    | Качуро 73′ (пен.)                                               |

| 5 (13) Отборочный матч чемпионата Европы 6 сентября | \| Нидерланды \| 1:0 (1:0) \| Белоруссия \| \| Мюлдер 84′ \| Голы \| \| | Стадион: «Фейеноорд», Роттердам Зрителей: 18 830 Судья: Роберт Седлачек |
| Состав: Сацункевич, Гуренко, Довнар, Роднёнок, Тайков, Зыгмантович (к), Герасимец, Журавель (Вехтев, 89), Мир. Ромащенко (Вергейчик, 86), Юсипец (Кашенцев, 69), Качуро |                                                                         |                                                                         |
| Нидерланды | 1:0 (1:0)                                                               | Белоруссия                                                              |
| Мюлдер 84′ | Голы                                                                    |                                                                         |

| 6 (14) Отборочный матч чемпионата Европы 7 октября                                                                                | \| Белоруссия \| 0:2 (0:1) \| Чехия \| \| \| Голы \| Фридек 25′ · Бергер 84′ \| | Стадион: «Динамо», Минск Зрителей: 9500 Судья: Андерс Фриск |
| Состав: Шанталосов, Гуренко, Довнар, Роднёнок, Тайков, Юсипец (Баранов, 74), Герасимец, Журавель (к), Белькевич, Кашенцев, Качуро |                                                                                 |                                                             |
| Белоруссия | 0:2 (0:1)                                                                       | Чехия                                                       |
| | Голы                                                                            | Фридек 25′ · Бергер 84′                                     |

| 7 (15) Отборочный матч чемпионата Европы 11 октября                                                                               | \| Люксембург \| 0:0 \| Белоруссия \| | Стадион: «Жози Бартель», Люксембург Зрителей: 4272 Судья: Пол Деркин |
| Состав: Шанталосов, Гуренко, Довнар, Роднёнок, Тайков, Юсипец, Журавель (к), Баранов, Белькевич, Кашенцев (Вергейчик, 88), Качуро |                                       |                                                                      |
| Люксембург | 0:0                                   | Белоруссия                                                           |

| 8 (16) Отборочный матч чемпионата Европы 12 ноября | \| Мальта \| 0:2 (0:0) \| Белоруссия \| \| \| Голы \| Герасимец 80′, 85′ \| | Стадион: Национальный стадион, Та-Кали Зрителей: 6000 Судья: Метин Токат |
| Состав: Шанталосов, Гуренко, Довнар, Хмельницкий (Белькевич, 44), Тайков, Зыгмантович (к) (Юсипец, 59), Герасимец, Баранов, Малеев (В. Маковский, 75), Метлицкий, Качуро |                                                                             |                                                                          |
| Мальта | 0:2 (0:0)                                                                   | Белоруссия                                                               |
| | Голы                                                                        | Герасимец 80′, 85′                                                       |

## 1996 год
| 1 (17) Товарищеский матч 14 февраля | \| Турция \| 3:2 (2:1) \| Белоруссия \| \| Саглам 26′ (пен.), 34′ (пен.) · Шентюрк 76′ \| Голы \| Белькевич 8′ · Штанюк 49′ \| | Стадион: «Измир Ататюрк», Измир Зрителей: 6732 Судья: Ванко Кочев |
| Состав: Сацункевич (к), Гуренко, Довнар (Островский, 46), Штанюк, Хацкевич, Роднёнок, Герасимец (В. Маковский, 78), Малеев, Белькевич, Кульчий (Авгуль, 89), Качуро (Величко, 46) | |                                                                   |
| Турция | 3:2 (2:1) | Белоруссия                                                        |
| Саглам 26′ (пен.), 34′ (пен.) · Шентюрк 76′ | Голы | Белькевич 8′ · Штанюк 49′                                         |

| 2 (18) Товарищеский матч 27 марта | \| Словакия \| 4:0 (2:0) \| Белоруссия \| \| Шимон 24′ · Тимко 32′ · Уйлаки 61′ · Юрига 83′ \| Голы \| \| | Стадион: Стадион под Зобором, Нитра Зрителей: 3058 Судья: Марек Ковальчик |
| Состав: Шанталосов, Гуренко, Довнар (Малеев, 46), Штанюк, Яхимович, Роднёнок, Чайка, Баранов, Белькевич (к), Мир. Ромащенко (Кульчий, 76), Качуро (Герасимец, 64) | |                                                                           |
| Словакия | 4:0 (2:0)                                                                                                 | Белоруссия                                                                |
| Шимон 24′ · Тимко 32′ · Уйлаки 61′ · Юрига 83′ | Голы |                                                                           |

| 3 (19) Товарищеский матч 1 мая | \| Польша \| 1:1 (1:0) \| Белоруссия \| \| Ковальчик 7′ \| Голы \| Качуро 61′ \| | Стадион: Стадион «Стали», Мелец Зрителей: 5000 Судья: Херманн Альбрехт |
| Состав: Шанталосов (к) (Сацункевич, 46), Довнар (Качуро, 46), Орешников, Роднёнок, Хацкевич, Синичин (Хрипач, 62), Чайка (Кульчий, 54), Малеев (Климович, 86), Белькевич, Мир. Ромащенко, Кашенцев |                                                                                  |                                                                        |
| Польша | 1:1 (1:0)                                                                        | Белоруссия                                                             |
| Ковальчик 7′ | Голы                                                                             | Качуро 61′                                                             |

| 4 (20) Товарищеский матч 27 мая | \| Белоруссия \| 2:2 (0:0) \| Азербайджан \| \| Качуро 49′ (пен.) · Кульчий 59′ \| Голы \| Гурбанов 53′ · Идигов 75′ \| | Стадион: Городской стадион, Молодечно Зрителей: 5200 Судья: Сергей Слива |
| Состав: Сацункевич (к) (Шанталосов, 46), Гуренко, Хацкевич, Штанюк, Тайков (Яхимович, 46), Вергейчик (Кашенцев, 46), Малеев (Кульчий, 46), Баранов, Белькевич, Мир. Ромащенко (Чайка, 76), В. Маковский (Качуро, 46) | |                                                                          |
| Белоруссия | 2:2 (0:0) | Азербайджан                                                              |
| Качуро 49′ (пен.) · Кульчий 59′ | Голы | Гурбанов 53′ · Идигов 75′                                                |

| 5 (21) Отборочный матч чемпионата мира 1 июня | \| Швеция \| 5:1 (2:0) \| Белоруссия \| \| К. Андерссон 20′ (пен.), 62′ · Далин 30′ · П. Андерссон 77′ · Х. Ларссон 88′ \| Голы \| Белькевич 75′ \| | Стадион: «Росунда», Стокгольм Зрителей: 30 014 Судья: Реми Аррель |
| Состав: Сацункевич (к), Гуренко, Хацкевич, Штанюк, Малеев, Вергейчик, Кашенцев (Кульчий, 63), В. Баранов, Белькевич, Мир. Ромащенко (Качуро, 57), В.Маковский | |                                                                   |
| Швеция | 5:1 (2:0) | Белоруссия                                                        |
| К. Андерссон 20′ (пен.), 62′ · Далин 30′ · П. Андерссон 77′ · Х. Ларссон 88′                                                                                  | Голы | Белькевич 75′                                                     |

| 6 (22) Товарищеский матч 31 июля | \| Белоруссия \| 2:2 (1:1) \| Литва \| \| Кульчий 24′ · Васильев 88′ \| Голы \| Буйткус 12′ · Гвильдис 80′ \| | Стадион: «Динамо», Минск Зрителей: 1000 Судья: Геннадий Якубовский |
| Состав: Свирков (Афанасенко, 46), Дятлов, Безмен (к), Сысоев (Король, 46), Климович, Лухвич, Кульчий (Орловский, 46), Малеев (Васильев, 46), Лисовский, Хлебосолов (Разумов, 62), Путраш | |                                                                    |
| Белоруссия | 2:2 (1:1) | Литва                                                              |
| Кульчий 24′ · Васильев 88′ | Голы | Буйткус 12′ · Гвильдис 80′                                         |

| 7 (23) Товарищеский матч 20 августа | \| ОАЭ \| 1:0 (1:0) \| Белоруссия \| \| Бакид 15′ \| Голы \| \| | Стадион: «Ронхоф», Фюрт, Германия Зрителей: 100 Судья: Херманн Альбрехт |
| Состав: Екимов (Дрозд, 46), Любчук (Дорошкевич, 55), Безмен (к), Дятлов, Болтрушевич, Король, Климович, Чайка (Лисовский, 74), Юсипец, Хлебосолов (Разумов, 55), Вехтев (Путраш, 76) |                                                                 |                                                                         |
| ОАЭ | 1:0 (1:0)                                                       | Белоруссия                                                              |
| Бакид 15′ | Голы                                                            |                                                                         |

| 8 (24) Отборочный матч чемпионата мира 31 августа | \| Белоруссия \| 1:0 (1:0) \| Эстония \| \| В. Маковский 35′ \| Голы \| \| | Стадион: «Динамо», Минск Зрителей: 7500 Судья: Сергей Хусаинов |
| Состав: Шанталосов (к), Гуренко, Орловский, Штанюк, Яхимович, Орешников, Кульчий, Баранов, Белькевич (Мир. Ромащенко, 85), В. Маковский (Чернявский, 70), Качуро |                                                                            |                                                                |
| Белоруссия | 1:0 (1:0)                                                                  | Эстония                                                        |
| В. Маковский 35′ | Голы                                                                       |                                                                |

| 9 (25) Отборочный матч чемпионата мира 5 октября | \| Эстония \| 1:0 (1:0) \| Белоруссия \| \| Хохлов-Симсон 52′ \| Голы \| \| | Стадион: «Кадриорг», Таллинн Зрителей: 1500 Судья: Ричард О'Хенлон |
| Состав: Шанталосов (к), Гуренко, Островский, Штанюк, Хацкевич, Вергейчик (Баранов, 43; Чернявский, 77), Кульчий, Малеев, Белькевич, В. Маковский, Качуро |                                                                             |                                                                    |
| Эстония | 1:0 (1:0)                                                                   | Белоруссия                                                         |
| Хохлов-Симсон 52′ | Голы                                                                        |                                                                    |

| 10 (25) Отборочный матч чемпионата мира 9 октября | \| Белоруссия \| 1:1 (0:1) \| Латвия \| \| В. Маковский 78′ \| Голы \| Землинский 16′ \| | Стадион: «Динамо», Минск Зрителей: 7300 Судья: Сергей Кварацхелия |
| Состав: Шанталосов (к), Гуренко, Островский, Штанюк, Безмен, Орловский, Кульчий, Чернявский (Вергейчик, 89), Малеев, В. Маковский, Качуро (Вяжевич, 61) |                                                                                          |                                                                   |
| Белоруссия | 1:1 (0:1)                                                                                | Латвия                                                            |
| В. Маковский 78′ | Голы                                                                                     | Землинский 16′                                                    |

## 1997 год
| 1 (27) Товарищеский матч 5 января | \| Египет \| 2:0 (1:0) \| Белоруссия \| \| Хасан 25′ · Сари 80′ \| Голы \| \| | Стадион: «Александрия Стэдиум», Александрия Зрителей: 10 000 Судья: Абдель Хамид Радуан |
| Состав: Шанталосов (к) (Афанасенко, 73), Безмен (Яскович, 76), Штанюк, С. Поляков (Довнар, 65), Геращенко, Орловский, Антонович, Чернявский (Пацко, 38), Кульчий (Журавель, 55), Хлебосолов (М. Маковский, 67), В. Маковский |                                                                               |                                                                                         |
| Египет | 2:0 (1:0)                                                                     | Белоруссия                                                                              |
| Хасан 25′ · Сари 80′ | Голы                                                                          |                                                                                         |

| 2 (28) Отборочный матч чемпионата мира 30 апреля | \| Латвия \| 2:0 (1:0) \| Белоруссия \| \| Шевляков 38′, 83′ \| Голы \| \| | Стадион: «Даугава», Рига Зрителей: 4200 Судья: Илкка Кохо |
| Состав: Шанталосов (к), Гуренко, Штанюк, Яхимович, Хацкевич (Геращенко, 46), Островский, Антонович (Герасимец, 46), Орловский (В. Маковский, 66), Белькевич, Метлицкий, Качуро |                                                                            |                                                           |
| Латвия | 2:0 (1:0)                                                                  | Белоруссия                                                |
| Шевляков 38′, 83′ | Голы                                                                       |                                                           |

| 3 (29) Отборочный матч чемпионата мира 8 июня | \| Белоруссия \| 0:1 (0:0) \| Шотландия \| \| \| Голы \| Макаллистер 50′ (пен.) \| | Стадион: «Динамо», Минск Зрителей: 12 000 Судья: Ахмет Чакар |
| Состав: Сацункевич, Яхимович, Лаврик, Островский, Штанюк, Орловский (Балашов, 67), Герасимец (к), Гуренко, Довнар (Белькевич, 54), Мир. Ромащенко, Хлебосолов (В. Маковский, 61) |                                                                                    |                                                              |
| Белоруссия | 0:1 (0:0)                                                                          | Шотландия                                                    |
| | Голы                                                                               | Макаллистер 50′ (пен.)                                       |

| 4 (30) Товарищеский матч 5 августа | \| Белоруссия \| 2:3 (0:0) \| Израиль \| \| Скрипченко 74′ · Рындюк 90′ \| Голы \| Хазан 58′ · Нимни 71′ · Мизрахи 88′ \| | Стадион: «Динамо», Минск Зрителей: 4000 Судья: Сергей Татулян |
| Состав: Евневич (Варивончик, 73), Геращенко, Кашкар (Хрипач, 58), Яскович, Довнар, Гуренко, Герасимец (к), Журавель (Лукашенко, 46), Чайка (Скрипченко, 72), Хлебосолов (Рындюк, 64), Балашов (Акулич, 79) | |                                                               |
| Белоруссия | 2:3 (0:0) | Израиль                                                       |
| Скрипченко 74′ · Рындюк 90′ | Голы | Хазан 58′ · Нимни 71′ · Мизрахи 88′                           |

| 5 (31) Отборочный матч чемпионата мира 20 августа | \| Белоруссия \| 1:2 (1:0) \| Швеция \| \| Гуренко 38′ \| Голы \| К. Андерссон 76′ · Зеттерберг 85′ \| | Стадион: «Динамо», Минск Зрителей: 9000 Судья: Дермот Галлахер |
| Состав: Шанталосов, Геращенко, Штанюк, Островский, Лаврик (Яскович, 23), Мир.Ромащенко, Орловский (Балашов, 58), Гуренко, Белькевич, Качуро, Герасимец (к) (Хлебосолов, 67) | |                                                                |
| Белоруссия | 1:2 (1:0)                                                                                              | Швеция                                                         |
| Гуренко 38′ | Голы                                                                                                   | К. Андерссон 76′ · Зеттерберг 85′                              |

| 6 (32) Отборочный матч чемпионата мира 7 сентября | \| Шотландия \| 4:1 (1:0) \| Белоруссия \| \| Галлахер 5′, 56′ · Хопкин 54′, 87′ \| Голы \| Качуро 73′ (пен.) \| | Стадион: «Питтодри», Абердин Зрителей: 20 160 Судья: Марио ван дер Энде |
| Состав: Шанталосов, Геращенко, Лаврик, Островский, Довнар, Журавель (Чернявский, 63), Герасимец (к) (Балашов, 77), Гуренко (Орловский, 51), Белькевич, Качуро, Кульчий | |                                                                         |
| Шотландия | 4:1 (1:0) | Белоруссия                                                              |
| Галлахер 5′, 56′ · Хопкин 54′, 87′ | Голы | Качуро 73′ (пен.)                                                       |

| 7 (33) Отборочный матч чемпионата мира 10 сентября | \| Белоруссия \| 0:1 (0:0) \| Австрия \| \| \| Голы \| Пфайфенбергер 50′ \| | Стадион: «Динамо», Минск Зрителей: 7000 Судья: Серж Мументалер |
| Состав: Сацункевич, Геращенко, Штанюк, Островский, Довнар (Орловский, 77), Чернявский (Герасимец, 55), Кульчий, Гуренко (к), Белькевич, Качуро, Мир. Ромащенко |                                                                             |                                                                |
| Белоруссия | 0:1 (0:0)                                                                   | Австрия                                                        |
| | Голы                                                                        | Пфайфенбергер 50′                                              |

| 8 (34) Отборочный матч чемпионата мира 11 октября | \| Австрия \| 4:0 (4:0) \| Белоруссия \| \| Польстер 3′, 16′ (пен.) · Штёгер 6′, 42′ \| Голы \| \| | Стадион: «Эрнст Хаппель», Вена Зрителей: 48 500 Судья: Арон Узу |
| Состав: Сацункевич, Лаврик, Штанюк, Островский, В. Маковский, Орловский, Герасимец (Чернявский, 78), Гуренко (к), Белькевич (Балашов, 54; Разумов, 83), Мир. Ромащенко, Кульчий | |                                                                 |
| Австрия | 4:0 (4:0)                                                                                          | Белоруссия                                                      |
| Польстер 3′, 16′ (пен.) · Штёгер 6′, 42′ | Голы                                                                                               |                                                                 |

## 1998 год
| 1 (35) Товарищеский матч 7 июня | \| Белоруссия \| 5:0 (2:0) \| Литва \| \| Орловский 10′ · Герасимец 45′ · В. Маковский 54′ · Баранов 66′ · Макс. Ромащенко 81′ (пен.) \| Голы \| \| | Стадион: «Динамо», Минск Зрителей: 6500 Судья: Андрей Бутенко |
| Состав: Сацункевич (Тумилович, 46), Яскович (Кашкар, 42), Островский, Геращенко (Болтрушевич, 75), Штанюк, Орловский (Макс. Ромащенко, 67), Кульчий, Баранов (Горовой, 67), Белькевич, В. Маковский (Мазур, 58), Герасимец (к) (Чайка, 61) | |                                                               |
| Белоруссия | 5:0 (2:0) | Литва                                                         |
| Орловский 10′ · Герасимец 45′ · В. Маковский 54′ · Баранов 66′ · Макс. Ромащенко 81′ (пен.) | Голы |                                                               |

| 2 (36) Товарищеский матч 19 августа | \| Литва \| 0:3 (0:2) \| Белоруссия \| \| \| Голы \| Островский 43′ · В. Маковский 44′ · Макс. Ромащенко 76′ \| | Стадион: «Жальгирис», Вильнюс Зрителей: 700 Судья: Анатолий Резепов |
| Состав: Сацункевич, Яхимович, Островский (Кульчий, 53), Штанюк, Геращенко, Гуренко (к), Хацкевич, Баранов (Орловский, 51), Белькевич (Макс. Ромащенко, 66), В. Маковский (Мазур, 67), Герасимец (Чайка, 50) | |                                                                     |
| Литва | 0:3 (0:2) | Белоруссия                                                          |
| | Голы | Островский 43′ · В. Маковский 44′ · Макс. Ромащенко 76′             |

| 3 (37) Отборочный матч чемпионата Европы 5 сентября | \| Белоруссия \| 0:0 \| Дания \| | Стадион: «Динамо», Минск Зрителей: 34 000 Судья: Георг Дарденне |
| Состав: Сацункевич, Яхимович, Островский, Штанюк, Мир. Ромащенко (Геращенко, 40), Гуренко (к), Хацкевич, Баранов, Белькевич, В. Маковский (Макс. Ромащенко, 89), Лаврик |                                  |                                                                 |
| Белоруссия | 0:0                              | Дания                                                           |

| 4 (38) Отборочный матч чемпионата Европы 14 октября | \| Уэльс \| 3:2 (1:1) \| Белоруссия \| \| Робинсон 14′ · Коулман 53′ · Симонс 84′ \| Голы \| Гуренко 20′ · Белькевич 48′ \| | Стадион: «Ниниан Парк», Кардифф Зрителей: 11 975 Судья: Лоуренс Саммут |
| Состав: Сацункевич, Яхимович, Островский, Штанюк, Геращенко (Макс. Ромащенко, 88), Гуренко (к), Хацкевич, Баранов (Герасимец, 69), Белькевич, В. Маковский (Качуро, 72), Лаврик | |                                                                        |
| Уэльс | 3:2 (1:1) | Белоруссия                                                             |
| Робинсон 14′ · Коулман 53′ · Симонс 84′ | Голы | Гуренко 20′ · Белькевич 48′                                            |

## 1999 год
| 1 (39) Товарищеский матч 9 февраля | \| Израиль \| 2:1 (1:1) \| Белоруссия \| \| Нимни 20′, 51′ \| Голы \| Баранов 28′ \| | Стадион: «Кирьят-Элиэзер», Хайфа Зрителей: 7500 Судья: Сорин Корподян |
| Состав: Шанталосов (Сацункевич, 46), Яхимович, Островский, Тарловский (Скрипченко, 46), Чайка (Балашов, 46), Гуренко (к), Лаврик, Геращенко (Кульчий, 56), Макс. Ромащенко, В. Маковский (Мазур, 74), Баранов |                                                                                      |                                                                       |
| Израиль | 2:1 (1:1)                                                                            | Белоруссия                                                            |
| Нимни 20′, 51′ | Голы                                                                                 | Баранов 28′                                                           |

| 2 (40) Отборочный матч чемпионата Европы 27 марта | \| Белоруссия \| 0:1 (0:0) \| Швейцария \| \| \| Голы \| Фурнье 72′ \| | Стадион: «Динамо», Минск Зрителей: 37 000 Судья: Огуз Сарван |
| Состав: Тумилович, Яхимович, Лаврик, Лухвич, Геращенко (Скрипченко, 86), Гуренко (к), Хацкевич, Макс. Ромащенко, Белькевич, В. Маковский (Островский, 87), Баранов (Чайка, 58) |                                                                        |                                                              |
| Белоруссия | 0:1 (0:0)                                                              | Швейцария                                                    |
| | Голы                                                                   | Фурнье 72′                                                   |

| 3 (41) Отборочный матч чемпионата Европы 31 марта                                                                                  | \| Италия \| 1:1 (1:1) \| Белоруссия \| \| Ф. Индзаги 31′ (пен.) \| Голы \| Белькевич 24′ \| | Стадион: «Стадио дель Конеро», Анкона Зрителей: 20 735 Судья: Мишель Пиро |
| Состав: Тумилович, Яхимович, Лаврик, Лухвич, Островский, Гуренко (к), Орловский, Макс. Ромащенко, Белькевич, В. Маковский, Баранов |                                                                                              |                                                                           |
| Италия | 1:1 (1:1)                                                                                    | Белоруссия                                                                |
| Ф. Индзаги 31′ (пен.) | Голы                                                                                         | Белькевич 24′                                                             |

| 4 (42) Товарищеский матч 19 мая | \| Россия \| 1:1 (1:0) \| Белоруссия \| \| Мостовой 32′ \| Голы \| Тарловский 47′ \| | Стадион: Центральный стадион, Тула Зрителей: 12 000 Судья: Герцас Жакас |
| Состав: Тумилович, Яхимович, Лаврик, Скрипченко (Тарловский, 46), Островский, Гуренко (к), Баранов, Геращенко (Кульчий, 26), В. Маковский (Рындюк, 73), Макс. Ромащенко (Чайка, 84), Орловский |                                                                                      |                                                                         |
| Россия | 1:1 (1:0)                                                                            | Белоруссия                                                              |
| Мостовой 32′ | Голы                                                                                 | Тарловский 47′                                                          |

| 5 (43) Отборочный матч чемпионата Европы 5 июня | \| Дания \| 1:0 (1:0) \| Белоруссия \| \| Хайнце 22′ \| Голы \| \| | Стадион: «Паркен», Копенгаген Зрителей: 24 876 Судья: Лусилиу Батишта |
| Состав: Тумилович, Яхимович, Лаврик, Лухвич, Островский (Макс. Ромащенко, 46), Гуренко (к), Хацкевич (Кульчий, 71), Орловский, Белькевич, В. Маковский (Рындюк, 85), Баранов |                                                                    |                                                                       |
| Дания | 1:0 (1:0)                                                          | Белоруссия                                                            |
| Хайнце 22′ | Голы                                                               |                                                                       |

| 6 (44) Товарищеский матч 18 августа | \| Белоруссия \| 0:2 (0:1) \| Россия \| \| \| Голы \| Бесчастных 38′ · Панов 47′ \| | Стадион: «Динамо», Минск Зрителей: 17 000 Судья: Андрей Яковлев |
| Состав: Тумилович, Гуренко (к), Островский, Лухвич, Геращенко, Чайка (К. Коваленко, 68), Баранов, Макс. Ромащенко (Стрипейкис, 79), Кульчий, Качуро (Тарловский, 54), Орловский (Горовой, 46) |                                                                                     |                                                                 |
| Белоруссия | 0:2 (0:1)                                                                           | Россия                                                          |
| | Голы                                                                                | Бесчастных 38′ · Панов 47′                                      |

| 7 (45) Отборочный матч чемпионата Европы 4 сентября | \| Белоруссия \| 1:2 (1:1) \| Уэльс \| \| Баранов 30′ \| Голы \| Сондерс 42′ · Гиггз 86′ \| | Стадион: «Динамо», Минск Зрителей: 25 000 Судья: Том Хеннинг Эвребё |
| Состав: Тумилович, Яхимович, Лаврик, Лухвич, Геращенко (Скрипченко, 86), Гуренко (к), Хацкевич, Макс. Ромащенко, Белькевич, В. Маковский (Островский, 87), Баранов (Чайка, 58) |                                                                                             |                                                                     |
| Белоруссия | 1:2 (1:1)                                                                                   | Уэльс                                                               |
| Баранов 30′ | Голы                                                                                        | Сондерс 42′ · Гиггз 86′                                             |

| 8 (46) Отборочный матч чемпионата Европы 8 сентября | \| Швейцария \| 2:0 (0:0) \| Белоруссия \| \| Тюркильмаз 68′, 87′ (пен.) \| Голы \| \| | Стадион: «Стад Олимпик де ля Понтез», Лозанна Зрителей: 12 500 Судья: Лесли Ирвайн |
| Состав: Афанасенко, Яхимович, Лаврик, Лухвич, Островский, Гуренко (к), Баранов, Чайка, Кульчий (Качуро, 55), В. Маковский (Макс. Ромащенко, 69), Тарловский |                                                                                        |                                                                                    |
| Швейцария | 2:0 (0:0)                                                                              | Белоруссия                                                                         |
| Тюркильмаз 68′, 87′ (пен.) | Голы                                                                                   |                                                                                    |

| 9 (47) Отборочный матч чемпионата Европы 9 октября | \| Белоруссия \| 0:0 \| Италия \| | Стадион: «Динамо», Минск Зрителей: 32 000 Судья: Клод Коломбо |
| Состав: Шанталосов, Яхимович, Тарловский, Лухвич, Островский, Гуренко (к), Баранов, Орловский, Чайка, Макс. Ромащенко (В. Маковский, 46), Герасимец (Кульчий, 79) |                                   |                                                               |
| Белоруссия | 0:0                               | Италия                                                        |

## 2000 год
| 1 (48) Товарищеский матч 29 марта | \| Болгария \| 4:1 (2:0) \| Белоруссия \| \| Тодоров 20′ · Донков 44′ · Петков 61′ · Петров 80′ \| Голы \| Скрипченко 57′ \| | Стадион: «Георгий Аспарухов», София Зрителей: 2000 Судья: Йозеф Каценга |
| Состав: Шанталосов (Тумилович, 46), Яскович, Штанюк, Лухвич (Шунейко, 77), Геращенко (Островский, 46), Гуренко (к), Баранов (Лаврик, 65), Тарловский (Скрипченко, 46), Белькевич, Хацкевич (Рындюк, 71), Стрипейкис | |                                                                         |
| Болгария | 4:1 (2:0) | Белоруссия                                                              |
| Тодоров 20′ · Донков 44′ · Петков 61′ · Петров 80′ | Голы | Скрипченко 57′                                                          |

| 2 (49) Товарищеский матч 26 апреля | \| Андорра \| 2:0 (0:0) \| Белоруссия \| \| Лусендо 57′ (пен.) · Санчес 63′ \| Голы \| \| | Стадион: Муниципальный стадион, Андорра-ла-Велья Зрителей: 500 Судья: Артуро Дауден Ибаньес |
| Состав: Тумилович (Шанталосов, 46), Яхимович, Штанюк (Лухвич, 46), Островский, Яскович, Гуренко (к) (Горовой, 71), Чайка, Тарловский, Стрипейкис (Рындюк, 57), В. Маковский, Макс. Ромащенко (Орловский, 46) |                                                                                           |                                                                                             |
| Андорра | 2:0 (0:0)                                                                                 | Белоруссия                                                                                  |
| Лусендо 57′ (пен.) · Санчес 63′ | Голы                                                                                      |                                                                                             |

| 3 (50) Товарищеский матч 4 июня | \| Эстония \| 2:0 (1:0) \| Белоруссия \| \| Опер 5′, 80′ \| Голы \| \| | Стадион: «Кадриорг», Таллинн Зрителей: 550 Судья: Петтери Кари |
| Состав: Тумилович, Штанюк, Орловский, Островский, Лухвич, Рындюк (Вяжевич, 46), Яхимович, Белькевич, Хацкевич (к), В. Баранов (Скрипченко, 46), Макс.Ромащенко |                                                                        |                                                                |
| Эстония | 2:0 (1:0)                                                              | Белоруссия                                                     |
| Опер 5′, 80′ | Голы                                                                   |                                                                |

| 4 (51) Товарищеский матч 16 августа | \| Латвия \| 0:1 (0:0) \| Белоруссия \| \| \| Голы \| Василюк 50′ \| | Стадион: «Сконто», Рига Зрителей: 4500 Судья: Олег Тимофеев |
| Состав: Варивончик (Хомутовский, 46), Яхимович, Лаврик, Лухвич, Штанюк (Шунейко, 62), Гуренко (к), Яскович (Милевский, 86), Макс. Ромащенко (Скрипченко, 57), Орловский (В. Маковский, 86), Хацкевич (Болтрушевич, 80), Огородник (Василюк, 46) |                                                                      |                                                             |
| Латвия | 0:1 (0:0)                                                            | Белоруссия                                                  |
| | Голы                                                                 | Василюк 50′                                                 |

| 5 (52) Отборочный матч чемпионата мира 2 сентября | \| Белоруссия \| 2:1 (1:0) \| Уэльс \| \| Хацкевич 40′ · Белькевич 56′ \| Голы \| Спид 90′ \| | Стадион: «Динамо», Минск Зрителей: 32 000 Судья: Альфредо Тренталанже |
| Состав: Тумилович, Яхимович, Яскович (Шунейко, 70), Лухвич, Штанюк, Гуренко (к), Хацкевич, Белькевич, Макс. Ромащенко (Рындюк, 28), Василюк, Орловский (Скрипченко, 85) |                                                                                               |                                                                       |
| Белоруссия | 2:1 (1:0)                                                                                     | Уэльс                                                                 |
| Хацкевич 40′ · Белькевич 56′ | Голы                                                                                          | Спид 90′                                                              |

| 6 (53) Отборочный матч чемпионата мира 7 октября | \| Польша \| 3:1 (1:1) \| Белоруссия \| \| Калужный 24′, 62′, 74′ \| Голы \| Рындюк 37′ \| | Стадион: Стадион «Видзева», Лодзь Зрителей: 7638 Судья: Андерс Фриск |
| Состав: Варивончик, Яхимович, Островский, Лухвич, Штанюк, Гуренко (к), Баранов (Лаврик, 75), Белькевич, Макс.Ромащенко, Василюк (Рындюк, 34), Скрипченко (Орловский, 68) |                                                                                            |                                                                      |
| Польша | 3:1 (1:1)                                                                                  | Белоруссия                                                           |
| Калужный 24′, 62′, 74′ | Голы                                                                                       | Рындюк 37′                                                           |

| 7 (54) Отборочный матч чемпионата мира 11 октября | \| Белоруссия \| 2:1 (2:0) \| Армения \| \| Хацкевич 23′ · Рындюк 34′ \| Голы \| Ходжоян 50′ \| | Стадион: «Динамо», Минск Зрителей: 21 700 Судья: Сорин Корподян |
| Состав: Тумилович, Яхимович, Островский, Лухвич, Лаврик, Гуренко (к), Хацкевич, Белькевич, Макс. Ромащенко (Скрипченко, 89), Василюк (Шунейко, 61), Рындюк |                                                                                                 |                                                                 |
| Белоруссия | 2:1 (2:0)                                                                                       | Армения                                                         |
| Хацкевич 23′ · Рындюк 34′ | Голы                                                                                            | Ходжоян 50′                                                     |

## 2001 год
| 1 (55) Отборочный матч чемпионата мира 24 марта                                                                                             | \| Украина \| 0:0 \| Белоруссия \| | Стадион: «Олимпийский», Киев Зрителей: 75 000 Судья: Хуан Антонио Фернандес Марин |
| Состав: Тумилович, Шунейко, Яскович, Островский, Штанюк, Гуренко (к), Хацкевич, Белькевич, Милевский, Василюк, Макс. Ромащенко (Лаврик, 76) |                                    |                                                                                   |
| Украина | 0:0                                | Белоруссия                                                                        |

| 2 (56) Отборочный матч чемпионата мира 28 марта                                                                                          | \| Белоруссия \| 2:1 (1:0) \| Норвегия \| \| Хацкевич 19′ · Василюк 93+′ \| Голы \| Сульшер 68′ \| | Стадион: «Динамо», Минск Зрителей: 40 000 Судья: Кирос Вассарас |
| Состав: Тумилович, Яхимович, Шунейко, Лухвич, Штанюк, Гуренко (к), Хацкевич, Белькевич, Милевский (Лаврик, 46), Василюк, Макс. Ромащенко | |                                                                 |
| Белоруссия | 2:1 (1:0)                                                                                          | Норвегия                                                        |
| Хацкевич 19′ · Василюк 93+′ | Голы                                                                                               | Сульшер 68′                                                     |

| 3 (57) Отборочный матч чемпионата мира 2 июня | \| Армения \| 0:0 \| Белоруссия \| | Стадион: Республиканский стадион, Ереван Зрителей: 10 000 Судья: Антон Генов |
| Состав: Тумилович, Яхимович, Островский, Лухвич, Штанюк (Кульчий, 88), Гуренко (к), Хацкевич, Белькевич, Шунейко, Василюк (Тарловский, 81), Милевский (Яскович, 73) |                                    |                                                                              |
| Армения | 0:0                                | Белоруссия                                                                   |

| 4 (58) Отборочный матч чемпионата мира 6 июня | \| Норвегия \| 1:1 (0:1) \| Белоруссия \| \| Карью 81′ \| Голы \| Белькевич 24′ \| | Стадион: «Уллевол», Осло Зрителей: 17 164 Судья: Мирослав Радоман |
| Состав: Тумилович, Яхимович, Островский (Тарловский, 87), Лухвич, Штанюк, Гуренко (к), Хацкевич, Белькевич, Шунейко, Василюк (Хомутовский, 83), Милевский (Яскович, 51) |                                                                                    |                                                                   |
| Норвегия | 1:1 (0:1)                                                                          | Белоруссия                                                        |
| Карью 81′ | Голы                                                                               | Белькевич 24′                                                     |

| 5 (59) Отборочный матч чемпионата мира 1 сентября | \| Белоруссия \| 0:2 (0:1) \| Украина \| \| \| Голы \| Шевченко 45′, 57′ \| | Стадион: «Динамо», Минск Зрителей: 37 000 Судья: Алан Сар |
| Состав: Хомутовский, Яхимович, Островский (Яскович, 52), Лухвич, Штанюк, Гуренко (к), Хацкевич (Тарловский, 46), Белькевич (Макс. Ромащенко, 60), Шунейко, Качуро, Володенков |                                                                             |                                                           |
| Белоруссия | 0:2 (0:1)                                                                   | Украина                                                   |
| | Голы                                                                        | Шевченко 45′, 57′                                         |

| 6 (60) Отборочный матч чемпионата мира 5 сентября | \| Белоруссия \| 4:1 (1:0) \| Польша \| \| Василюк 8′, 46′, 52′, 62′ \| Голы \| Мар. Жевлаков 77′ \| | Стадион: «Динамо», Минск Зрителей: 28 000 Судья: Конрад Плауц |
| Состав: Тумилович, Яхимович, Милевский (Яскович, 61), Лухвич, Штанюк, Гуренко (к), Макс. Ромащенко, Кульчий, Шунейко, Качуро, Василюк (Рындюк, 70; Островский, 83) | |                                                               |
| Белоруссия | 4:1 (1:0)                                                                                            | Польша                                                        |
| Василюк 8′, 46′, 52′, 62′ | Голы                                                                                                 | Мар. Жевлаков 77′                                             |

| 7 (61) Отборочный матч чемпионата мира 6 октября                                                                                         | \| Уэльс \| 1:0 (0:0) \| Белоруссия \| \| Хартсон 47′ \| Голы \| \| | Стадион: «Миллениум», Кардифф Зрителей: 12 000 Судья: Паскуале Родомонти |
| Состав: Тумилович, Яхимович, Яскович, Лухвич, Штанюк, Гуренко (к), Баранов (А. Глеб, 67), Кульчий, Шунейко, Качуро (Рындюк, 44), Василюк |                                                                     |                                                                          |
| Уэльс | 1:0 (0:0)                                                           | Белоруссия                                                               |
| Хартсон 47′ | Голы                                                                |                                                                          |

## 2002 год
| 1 (62) Товарищеский матч 17 апреля | \| Венгрия \| 2:5 (1:4) \| Белоруссия \| \| Кенешеи 13′ · Фехер 85′ (пен.) \| Голы \| А. Глеб 21′ · Кутузов 27′, 31′ · Хацкевич 43′ · Качуро 75′ \| | Стадион: «Олах Габор», Дебрецен Зрителей: 4000 Судья: Мирча Саломир |
| Состав: Тумилович (Ю. Цыгалко, 82), Кульчий (Храпковский, 70), Островский, Лухвич, Штанюк, Гуренко (к) (Яскович, 76), Хацкевич, Белькевич (Корытько, 80), Макс. Ромащенко (Володенков, 78), А. Глеб (Шунейко, 65), Кутузов (Качуро, 61) | |                                                                     |
| Венгрия | 2:5 (1:4) | Белоруссия                                                          |
| Кенешеи 13′ · Фехер 85′ (пен.) | Голы | А. Глеб 21′ · Кутузов 27′, 31′ · Хацкевич 43′ · Качуро 75′          |

| 2 (63) Матч международного турнира «LG Cup». Полуфинал 17 мая | \| Россия \| 1:1 (1:1), пен. — 4:5 \| Белоруссия \| \| Соломатин 28′ (пен.) \| Голы \| Белькевич 15′ \| | Стадион: «Динамо», Москва Зрителей: 16 000 Судья: Виктор Кашшаи |
| Состав: Тумилович, Кульчий, Островский, Шунейко (Храпковский, 72), Штанюк, Гуренко (к) (Омельянчук, 75), Хацкевич (Ковба, 73), Белькевич, Макс. Ромащенко, А. Глеб, Кутузов (Володенков, 60) | |                                                                 |
| Россия | 1:1 (1:1), пен. — 4:5                                                                                   | Белоруссия                                                      |
| Соломатин 28′ (пен.) | Голы | Белькевич 15′                                                   |

| 3 (64) Матч международного турнира «LG Cup». Финал 19 мая | \| Украина \| 0:2 (0:0) \| Белоруссия \| \| \| Голы \| Белькевич 48′ · А. Глеб 63′ \| | Стадион: «Динамо», Москва Зрителей: 4000 Судья: Паулюс Мальжинскас |
| Состав: Тумилович, Кульчий (Ковба, 51), Островский, Шунейко, Штанюк, Гуренко (к) (Яскович, 90), Хацкевич (Кутузов, 80), Белькевич, Макс. Ромащенко (Омельянчук, 83), А. Глеб (Володенков, 88), Храпковский |                                                                                       |                                                                    |
| Украина | 0:2 (0:0)                                                                             | Белоруссия                                                         |
| | Голы                                                                                  | Белькевич 48′ · А. Глеб 63′                                        |

| 4 (65) Товарищеский матч 21 августа | \| Латвия \| 2:4 (2:2) \| Белоруссия \| \| Верпаковскис 17′ · Лайзанс 25′ \| Голы \| Кутузов 16′ · Кульчий 30′ · Макс. Ромащенко 64′, 86′ \| | Стадион: «Сконто», Рига Зрителей: 4200 Судья: Ханнес Каасик |
| Состав: Тумилович (Шанталосов, 46), Кульчий (Тарловский, 87), Островский, Лухвич (Челядинский, 88), Штанюк (Храпковский, 69), Гуренко (к), Хацкевич (Володенков, 80), Макс. Ромащенко (Корытько, 90), Шунейко (Яскович, 46), А. Глеб (Василюк, 88), Кутузов (Ковба, 73) | |                                                             |
| Латвия | 2:4 (2:2) | Белоруссия                                                  |
| Верпаковскис 17′ · Лайзанс 25′ | Голы | Кутузов 16′ · Кульчий 30′ · Макс. Ромащенко 64′, 86′        |

| 5 (66) Отборочная стадия XII чемпионата Европы. Матч группы 3 7 сентября                                                                                                  | \| Нидерланды \| 3:0 (2:0) \| Белоруссия \| \| Давидс 35′ · Клюйверт 37′ · Хассельбайнк 73′ \| Голы \| \| | Стадион: «Филипс», Эйндховен Зрителей: 34 000 Судья: Грэм Барбер |
| Состав: Шанталосов (Хомутовский, 89), Кульчий, Островский, Лухвич, Штанюк, Гуренко (к), Хацкевич (Ковба, 82), Макс. Ромащенко, Омельянчук (Шунейко, 76), А. Глеб, Кутузов | |                                                                  |
| Нидерланды | 3:0 (2:0)                                                                                                 | Белоруссия                                                       |
| Давидс 35′ · Клюйверт 37′ · Хассельбайнк 73′ | Голы |                                                                  |

| 6 (67) Отборочная стадия XII чемпионата Европы. Матч группы 3 12 октября                                                                                         | \| Белоруссия \| 0:2 (0:0) \| Австрия \| \| \| Голы \| Шопп 57′ · Акагюндюз 90′ \| | Стадион: «Динамо», Минск Зрителей: 17 009 Судья: Эрик Пуля |
| Состав: Тумилович, Кульчий, Островский, Лухвич, Штанюк, С. Гуренко (к), Хацкевич, Яскович (Омельянчук, 51), Шунейко (Василюк, 64), А. Глеб, Кутузов (Рындюк, 83) |                                                                                    |                                                            |
| Белоруссия | 0:2 (0:0)                                                                          | Австрия                                                    |
| | Голы                                                                               | Шопп 57′ · Акагюндюз 90′                                   |

| 7 (68) Отборочная стадия XII чемпионата Европы. Матч группы 3 16 октября                                                                                               | \| Чехия \| 2:0 (2:0) \| Белоруссия \| \| Поборски 6′ · Барош 23′ \| Голы \| \| | Стадион: «На Стинадлех», Теплице Зрителей: 12 850 Судья: Гельмут Фляйшер |
| Состав: Тумилович, Кульчий, Шунейко (Омельянчук, 46), Храпковский, Штанюк, Гуренко (к), Хацкевич, Яскович (Лаврик, 26), Макс. Ромащенко, А. Глеб (Рындюк, 69), Кутузов |                                                                                 |                                                                          |
| Чехия | 2:0 (2:0)                                                                       | Белоруссия                                                               |
| Поборски 6′ · Барош 23′ | Голы                                                                            |                                                                          |

## 2003 год
| 1 (69) Отборочная стадия XII чемпионата Европы. Матч группы 3 29 марта                                                                                    | \| Белоруссия \| 2:1 (1:1) \| Молдова \| \| Кутузов 43′ · Гуренко 58′ \| Голы \| Чеботарь 14′ \| | Стадион: «Динамо», Минск Зрителей: 7700 Судья: Йохан Вербист |
| Состав: Тумилович, Кульчий, Островский, Омельянчук, Лаврик, Гуренко (к), Хацкевич, Белькевич, Шунейко, А. Глеб (Макс. Ромащенко, 80), Кутузов (Ковба, 88) |                                                                                                  |                                                              |
| Белоруссия | 2:1 (1:1)                                                                                        | Молдова                                                      |
| Кутузов 43′ · Гуренко 58′ | Голы                                                                                             | Чеботарь 14′                                                 |

| 2 (70) Товарищеский матч 2 апреля | \| Белоруссия Б \| 2:2 (1:0) \| Узбекистан \| \| М. Цыгалко 26′ · Рожков 52′ \| Голы \| Хвастунов 66′ (пен.) · Гейнрих 70′ \| | Стадион: «Динамо», Минск Зрителей: 4000 Судья: Роман Лаюкс |
| Состав: Ю. Цыгалко (Жевнов, 46), Ковальчук (Кульчий, 46), Храпковский, Лухвич (Омельянчук, 63), Штанюк (Ровнейко, 46), Гуренко (к), Ковба (Шунейко, 46), Макс. Ромащенко, Володенков, Кутузов (Белькевич, 46), М. Цыгалко (Рожков, 46) | |                                                            |
| Белоруссия Б | 2:2 (1:0) | Узбекистан                                                 |
| М. Цыгалко 26′ · Рожков 52′ | Голы | Хвастунов 66′ (пен.) · Гейнрих 70′                         |

| 3 (71) Товарищеский матч 30 апреля | \| Узбекистан \| 1:2 (1:1) \| Белоруссия \| \| Шишелов 43′ \| Голы \| Шунейко 15′ · Кутузов 53′ \| | Стадион: «Пахтакор», Ташкент Зрителей: 4000 Судья: Виктор Колпаков |
| Состав: Тумилович (Хомутовский, 31; Ю. Цыгалко, 61), Омельянчук, Островский, Лухвич, Штанюк (Храпковский, 46), Гуренко (к), (Ковба, 46), Хацкевич (Ковальчук, 70), Лаврик (Милевский, 64), Шунейко, Макс. Ромащенко, Кутузов (М. Цыгалко, 67) | |                                                                    |
| Узбекистан | 1:2 (1:1)                                                                                          | Белоруссия                                                         |
| Шишелов 43′ | Голы                                                                                               | Шунейко 15′ · Кутузов 53′                                          |

| 4 (72) Отборочная стадия XII чемпионата Европы. Матч группы 3 7 июня                                                                                                  | \| Белоруссия Б \| 0:2 (0:0) \| Нидерланды \| \| \| Голы \| Овермарс 61′ · Клюйверт 68′ \| | Стадион: «Динамо», Минск Зрителей: 19 309 Судья: Том Хеннинг Эвребё |
| Состав: Тумилович, Кульчий, Островский, Лухвич, Штанюк (Омельянчук, 91+), Гуренко (к), Шунейко (Ковба, 75), Белькевич, Макс. Ромащенко (А. Глеб, 51), Лаврик, Кутузов |                                                                                            |                                                                     |
| Белоруссия Б | 0:2 (0:0)                                                                                  | Нидерланды                                                          |
| | Голы                                                                                       | Овермарс 61′ · Клюйверт 68′                                         |

| 5 (73) Отборочная стадия XII чемпионата Европы. Матч группы 3 11 июня | \| Австрия \| 5:0 (1:0) \| Белоруссия \| \| Ауфхаузер 34′ · Хаас 47′ · Кирхлер 53′ · Валльнер 62′ · Черны 71′ \| Голы \| \| | Стадион: «Тиволи Ной», Инсбрук Зрителей: 8100 Судья: Петер Фрёйдфельдт |
| Состав: Тумилович, Кульчий, Островский, Лухвич, Штанюк (Храпковский, 67), Гуренко (к), Омельянчук, Белькевич (Ковба, 56), Макс. Ромащенко, Лаврик, Кутузов (Василюк, 46) | |                                                                        |
| Австрия | 5:0 (1:0) | Белоруссия                                                             |
| Ауфхаузер 34′ · Хаас 47′ · Кирхлер 53′ · Валльнер 62′ · Черны 71′ | Голы |                                                                        |

| 6 (74) Товарищеский матч 20 августа | \| Белоруссия \| 2:1 (2:0) \| Иран \| \| Макс. Ромащенко 9′ (пен.) · Штанюк 40′ \| Голы \| Нури 84′ \| | Стадион: «Динамо», Минск Зрителей: 10 000 Судья: Николай Иванов |
| Состав: Тумилович, Кульчий, Островский (Шунейко, 32; Храпковский, 66), Омельянчук, Штанюк, Гуренко (к) (В. Маковский, 83), Ковба, Челядинский (Ровнейко, 46), Макс. Ромащенко (Корниленко, 70), Василюк (Володенков, 46), Кутузов (Ковальчук, 78) | |                                                                 |
| Белоруссия | 2:1 (2:0)                                                                                              | Иран                                                            |
| Макс. Ромащенко 9′ (пен.) · Штанюк 40′ | Голы                                                                                                   | Нури 84′                                                        |

| 7 (75) Отборочная стадия XII чемпионата Европы. Матч группы 3 6 сентября | \| Белоруссия \| 1:3 (1:1) \| Чехия \| \| Булыга 14′ \| Голы \| Недвед 36′ · Барош 53′ · Шмицер 85′ \| | Стадион: «Динамо», Минск Зрителей: 7500 Судья: Майкл Маккари |
| Состав: Тумилович, Кульчий, Островский, Лухвич, Штанюк, Гуренко (к) (Володенков, 82), Ровнейко (Храпковский, 92+), Геращенко, Булыга, Макс. Ромащенко, Кутузов (А. Глеб, 56) | |                                                              |
| Белоруссия | 1:3 (1:1)                                                                                              | Чехия                                                        |
| Булыга 14′ | Голы                                                                                                   | Недвед 36′ · Барош 53′ · Шмицер 85′                          |

| 8 (76) Отборочная стадия XII чемпионата Европы. Матч группы 3 10 сентября                                                                                                  | \| Молдова \| 2:1 (1:0) \| Белоруссия \| \| Даду 26′ · Ковальчук 89′ \| Голы \| Василюк 91+′ (пен.) \| | Стадион: «Шериф», Тирасполь Зрителей: 7000 Судья: Деян Делевич |
| Состав: Тумилович, Кульчий, Островский, Лухвич, Штанюк (Омельянчук, 41), Гуренко (к), Ровнейко, Геращенко, Булыга, Макс. Ромащенко (Василюк, 64), Кутузов (Володенков, 51) | |                                                                |
| Молдова | 2:1 (1:0)                                                                                              | Белоруссия                                                     |
| Даду 26′ · Ковальчук 89′ | Голы                                                                                                   | Василюк 91+′ (пен.)                                            |

## 2004 год
| 1 (77) Матч международного турнира. Четвертьфинал 18 февраля                                                                                 | \| Республика Кипр \| 0:2 (0:0) \| Белоруссия \| \| \| Голы \| Макс. Ромащенко 56′, 70′ \| | Стадион: «Дасаки Ахнас», Ахна Зрителей: 250 Судья: Паникос Кайлис |
| Состав: Хомутовский (Тумилович, 21), Лаврик, Тарловский, Ровнейко, Штанюк, Калачёв, Кульчий, Белькевич (к), Макс. Ромащенко, А.Глеб, Кутузов |                                                                                            |                                                                   |
| Республика Кипр | 0:2 (0:0)                                                                                  | Белоруссия                                                        |
| | Голы                                                                                       | Макс. Ромащенко 56′, 70′                                          |

| 2 (78) Матч международного турнира. Полуфинал 19 февраля | \| Румыния \| 2:0 (1:0) Отчёт \| Белоруссия \| \| Дэнчулеску 34′ (пен.) · Никулае 49′ \| Голы \| \| | Стадион: «ГСП», Строволос, Кипр Зрителей: 150 Судья: Костас Теодоту |
| Состав: Сулима, Лаврик, Тарловский, Ровнейко (Штанюк, 63), Бранфилов (Храпковский, 46), Корытько, Хацкевич (к) (Ланько, 80), Ковба, Макс.Ромащенко (Близнюк, 34), Геращенко (Кульчий, 46), Булыга (Василюк, 70) | |                                                                     |
| Румыния | 2:0 (1:0) Отчёт                                                                                     | Белоруссия                                                          |
| Дэнчулеску 34′ (пен.) · Никулае 49′ | Голы                                                                                                |                                                                     |

| 3 (79) Матч международного турнира. За 3-е место 21 февраля                                                                              | \| Латвия \| 1:4 (1:1) \| Белоруссия \| \| Землинский 37′ (пен.) \| Голы \| Булыга 20′ · Макс. Ромащенко 67′ (пен.), 86′ (пен.), 91+′ \| | Стадион: «ГСЗ», Ларнака, Кипр Зрителей: 30 Судья: Костас Теодоту |
| Состав: Сулима, Лаврик, Тарловский, Ровнейко, Бранфилов, Корытько, Хацкевич (к) (Геращенко, 81), Ковба, Макс. Ромащенко, Кульчий, Булыга | |                                                                  |
| Латвия | 1:4 (1:1) | Белоруссия                                                       |
| Землинский 37′ (пен.) | Голы | Булыга 20′ · Макс. Ромащенко 67′ (пен.), 86′ (пен.), 91+′        |

| 4 (80) Товарищеский матч 28 апреля | \| Белоруссия \| 1:0 (0:0) \| Литва \| \| Близнюк 76′ \| Голы \| \| | Стадион: «Динамо», Минск Зрителей: 12 000 Судья: Валентин Иванов |
| Состав: Хомутовский, Омельянчук, Островский, Ровнейко, Штанюк, Корытько, Хацкевич (Булыга, 46), Белькевич (к), Макс.Ромащенко, Ковба (Гуренко, 46), Кутузов (Близнюк, 65) |                                                                     |                                                                  |
| Белоруссия | 1:0 (0:0)                                                           | Литва                                                            |
| Близнюк 76′ | Голы                                                                |                                                                  |

| 5 (81) Товарищеский матч 18 августа | \| Турция \| 1:2 (1:0) \| Белоруссия \| \| Шукюр 14′ \| Голы \| В. Глеб 67′ · Ковба 91+′ \| | Стадион: «Ататюрк», Денизли Зрителей: 15 000 Судья: Русмир Мркович |
| Состав: Хомутовский (Сулима, 74), Кульчий, Тарловский (Ровнейко, 87), Штанюк, Гуренко (к), Яскович, В. Глеб (Ковель, 80), Макс.Ромащенко, Омельянчук (Ковба, 64), Кутузов (Булыга, 74), А. Глеб |                                                                                             |                                                                    |
| Турция | 1:2 (1:0)                                                                                   | Белоруссия                                                         |
| Шукюр 14′ | Голы                                                                                        | В. Глеб 67′ · Ковба 91+′                                           |

| 6 (82) Отборочная стадия XIX чемпионата мира. Матч группы 5 8 сентября                                                                                            | \| Норвегия \| 1:1 (1:0) \| Белоруссия \| \| Рисет 39′ \| Голы \| Кутузов 78′ \| | Стадион: «Уллевол», Осло Зрителей: 25 272 Судья: Руй Мануэл Гомеш Кошта |
| Состав: Хомутовский, Кульчий, Яскович, Омельянчук, Штанюк, Гуренко (к), Лаврик, Булыга (Сащеко, 63), Макс. Ромащенко, В. Глеб (Близнюк, 44; Сучков, 94+), Кутузов |                                                                                  |                                                                         |
| Норвегия | 1:1 (1:0)                                                                        | Белоруссия                                                              |
| Рисет 39′ | Голы                                                                             | Кутузов 78′                                                             |

| 7 (83) Отборочная стадия XIX чемпионата мира. Матч группы 5 9 октября                                                                                               | \| Белоруссия \| 4:0 (1:0) \| Молдова \| \| Омельянчук 45′ · Кутузов 65′ · Булыга 75′ · Макс. Ромащенко 91+′ \| Голы \| \| | Стадион: «Динамо», Минск Зрителей: 18 426 Судья: Сельчук Дерели |
| Состав: Хомутовский, Кульчий (Ковба, 79), Яскович, Омельянчук, Штанюк, Гуренко (к), Лаврик, Белькевич (Ковель, 82), Макс. Ромащенко, Корытько, Кутузов (Булыга, 65) | |                                                                 |
| Белоруссия | 4:0 (1:0) | Молдова                                                         |
| Омельянчук 45′ · Кутузов 65′ · Булыга 75′ · Макс. Ромащенко 91+′ | Голы |                                                                 |

| 8 (84) Отборочная стадия XIX чемпионата мира. Матч группы 5 13 октября                                                                                              | \| Италия \| 4:3 (2:0) \| Белоруссия \| \| Тотти 27′ (пен.), 74′ · Де Росси 33′ · Джилардино 87′ \| Голы \| Макс. Ромащенко 52′, 89′ · Булыга 77′ \| | Стадион: «Эннио Тардини», Парма Зрителей: 16 510 Судья: Карлос Мехия Давила |
| Состав: Хомутовский, Кульчий (Ковель, 84), Яскович, Тарловский, Штанюк, Гуренко (к), Лаврик (Ковба, 76), Белькевич, Макс. Ромащенко, Корытько (Булыга, 36), Кутузов | |                                                                             |
| Италия | 4:3 (2:0) | Белоруссия                                                                  |
| Тотти 27′ (пен.), 74′ · Де Росси 33′ · Джилардино 87′ | Голы | Макс. Ромащенко 52′, 89′ · Булыга 77′                                       |

| 9 (85) Товарищеский матч 22 ноября | \| ОАЭ \| 2:3 (1:1) \| Белоруссия \| \| Абдулла 21′ · Масуд 75′ \| Голы \| Шкабара 44′ · Ковель 60′ · Кульчий 91+′ \| | Стадион: «Мохаммед бин Зайед Стэдиум», Абу-Даби Зрителей: 600 Судья: Абдул-Рахман Абдул-Калик |
| Состав: Жевнов (Сулима, 46), Ковба, Шкабара (Ковель, 46), Тарловский, Гуренко (к), Кульчий, Омельянчук (Яскович, 46), Корытько, Булыга, Островский, Сучков (Сащеко, 46) | |                                                                                               |
| ОАЭ | 2:3 (1:1) | Белоруссия                                                                                    |
| Абдулла 21′ · Масуд 75′ | Голы | Шкабара 44′ · Ковель 60′ · Кульчий 91+′                                                       |

## 2005 год
| 1 (86) Товарищеский матч 9 февраля | \| Польша \| 1:3 (0:1) \| Белоруссия \| \| Журавски 51′ \| Голы \| А. Глеб 8′ · В. Глеб 84′ · Лаврик 93+′ \| | Стадион: «Дискоболия», Гродзиск-Велькопольски Зрителей: 3600 Судья: Аудрюс Жута |
| Состав: Сулима, Кульчий, Островский (Ковба, 46), Омельянчук, Штанюк, Гуренко (к), Булыга (Лаврик, 46), Белькевич (Калачёв, 82), Макс. Ромащенко, А. Глеб, Кутузов (В. Глеб, 68) | |                                                                                 |
| Польша | 1:3 (0:1) | Белоруссия                                                                      |
| Журавски 51′ | Голы | А. Глеб 8′ · В. Глеб 84′ · Лаврик 93+′                                          |

| 2 (87) Отборочная стадия XIX чемпионата мира. Матч группы 5 30 марта                                                                                                | \| Словения \| 1:1 (1:0) \| Белоруссия \| \| Родич 44′ \| Голы \| Кульчий 49′ \| | Стадион: «Арена Петрол», Целе Зрителей: 6450 Судья: Халил Ибрагим Аль-Гамди |
| Состав: Жевнов, Кульчий, Ковба, Омельянчук, Лаврик, Гуренко (к), Хацкевич (Островский, 85), Белькевич, Макс. Ромащенко (Калачёв, 76), А. Глеб, Кутузов (Булыга, 64) |                                                                                  |                                                                             |
| Словения | 1:1 (1:0)                                                                        | Белоруссия                                                                  |
| Родич 44′ | Голы                                                                             | Кульчий 49′                                                                 |

| 3 (88) Отборочная стадия XIX чемпионата мира. Матч группы 5 4 июня                                                                                           | \| Белоруссия \| 1:1 (1:1) \| Словения \| \| Белькевич 18′ \| Голы \| Чех 17′ \| | Стадион: «Динамо», Минск Зрителей: 29 042 Судья: Мартин Ханссон |
| Состав: Жевнов, Кульчий, Яскович (Лаврик, 75), Омельянчук (Тарловский, 84), Штанюк, Гуренко (к), Ковба, Белькевич, Булыга, А. Глеб, Кутузов (Корниленко, 71) |                                                                                  |                                                                 |
| Белоруссия | 1:1 (1:1)                                                                        | Словения                                                        |
| Белькевич 18′ | Голы                                                                             | Чех 17′                                                         |

| 4 (89) Отборочная стадия XIX чемпионата мира. Матч группы 5 8 июня                                                                           | \| Белоруссия \| 0:0 \| Шотландия \| | Стадион: «Динамо», Минск Зрителей: 28 287 Судья: Олегариу Бенкеренса |
| Состав: Жевнов, Калачёв (В. Глеб, 61), Яскович, Омельянчук, Штанюк, Гуренко (к), Ковба, Белькевич, Булыга (Кульчий, 86), А. Глеб, Корниленко |                                      |                                                                      |
| Белоруссия | 0:0                                  | Шотландия                                                            |

| 5 (90) Товарищеский матч 17 августа | \| Литва \| 1:0 (1:0) \| Белоруссия \| \| Чеснаускис 45′ \| Голы \| \| | Стадион: «Ветра», Вильнюс Зрителей: 2500 Судья: Андрей Сипайло |
| Состав: Жевнов (Хомутовский, 46), Лаврик (Калачёв, 46), Яскович (Шкабара, 40), Омельянчук, Штанюк, Гуренко (к), Булыга (Корниленко, 46; В. Глеб, 77), Белькевич (Сащеко, 83), Ковба, А. Глеб, Кутузов |                                                                        |                                                                |
| Литва | 1:0 (1:0)                                                              | Белоруссия                                                     |
| Чеснаускис 45′ | Голы                                                                   |                                                                |

| 6 (91) Отборочная стадия XIX чемпионата мира. Матч группы 5 3 сентября                                                                       | \| Молдова \| 2:0 (1:0) \| Белоруссия \| \| Рогачёв 17′, 50′ \| Голы \| \| | Стадион: «Республиканский стадион», Кишинёв Зрителей: 5000 Судья: Лоран Дюамель |
| Состав: Жевнов, Кульчий, Яскович, Омельянчук, Штанюк, Гуренко (к), Корытько (В. Глеб, 69), Белькевич, Калачёв (Булыга, 56), А. Глеб, Кутузов |                                                                            |                                                                                 |
| Молдова | 2:0 (1:0)                                                                  | Белоруссия                                                                      |
| Рогачёв 17′, 50′ | Голы                                                                       |                                                                                 |

| 7 (92) Отборочная стадия XIX чемпионата мира. Матч группы 5 7 сентября                                                                                     | \| Белоруссия \| 1:4 (1:3) \| Италия \| \| Кутузов 4′ \| Голы \| Тони 6′, 14′, 55′ · Каморанези 46+′ \| | Стадион: «Динамо», Минск Зрителей: 30 299 Судья: Рене Темминк |
| Состав: Жевнов, Кульчий (Корытько, 79), Яскович (Тарловский, 32), Омельянчук, Штанюк (к), Лаврик, Ковба, Белькевич, Булыга, А. Глеб, Кутузов (В. Глеб, 75) | |                                                               |
| Белоруссия | 1:4 (1:3)                                                                                               | Италия                                                        |
| Кутузов 4′ | Голы | Тони 6′, 14′, 55′ · Каморанези 46+′                           |

| 8 (93) Отборочная стадия XIX чемпионата мира. Матч группы 5 8 октября                                                             | \| Шотландия \| 0:1 (0:1) \| Белоруссия \| \| \| Голы \| Кутузов 6′ \| | Стадион: «Хэмпден Парк», Глазго Зрителей: 51 105 Судья: Жолт Сабо |
| Состав: Хомутовский, Кульчий, Тарловский, Островский, Корытько, Лаврик (к), Ковба, Булыга (Сащеко, 89), Калачёв, А. Глеб, Кутузов |                                                                        |                                                                   |
| Шотландия | 0:1 (0:1)                                                              | Белоруссия                                                        |
| | Голы                                                                   | Кутузов 6′                                                        |

| 9 (94) Отборочная стадия XIX чемпионата мира. Матч группы 5 12 октября                                                                               | \| Белоруссия \| 0:1 (0:0) \| Норвегия \| \| \| Голы \| Хельстад 70′ \| | Стадион: «Динамо», Минск Зрителей: 13 222 Судья: Конрад Плауц |
| Состав: Хомутовский, Кульчий, Островский, Омельянчук, Штанюк (к), Тарловский, Ковба (Кирильчик, 58), Булыга, Калачёв, Сащеко (Лошанков, 64), Кутузов |                                                                         |                                                               |
| Белоруссия | 0:1 (0:0)                                                               | Норвегия                                                      |
| | Голы                                                                    | Хельстад 70′                                                  |

| 10 (95) Товарищеский матч 12 ноября | \| Белоруссия \| 3:1 (1:1) \| Латвия \| \| Корытько 27′ · Корниленко 52′, 92+′ \| Голы \| Вишняков 25′ \| | Стадион: ЦСК «Витебский», Витебск Зрителей: 8300 Судья: Игорь Егоров |
| Состав: Хомутовский (Жевнов, 46), Кульчий, Тигорев, Омельянчук, Штанюк (к), Лаврик (Челядинский, 46), Шкабара (Кирильчик, 46), Булыга (Корниленко, 46), Калачёв (Сучков, 82), Корытько (В. Глеб, 73), Кутузов | |                                                                      |
| Белоруссия | 3:1 (1:1)                                                                                                 | Латвия                                                               |
| Корытько 27′ · Корниленко 52′, 92+′ | Голы | Вишняков 25′                                                         |

## 2006 год
| 1 (96) Матч международного турнира. Группа 1. Полуфинал 28 февраля | \| Белоруссия \| 0:1 (0:1) \| Греция \| \| \| Голы \| Самарас 15′ \| | Стадион: «Цирион», Лимасол, Кипр Зрителей: 3500 Судья: М. Саломир |
| Состав: Хомутовский, Кирильчик (Тигорев, 46), Юревич, Омельянчук, Штанюк (к), Сучков (Володенков, 72), Ковба (Шкабара, 57), Булыга (Концевой, 57), Корытько (Калачёв, 46), А. Глеб, Корниленко (В. Глеб, 46) |                                                                      |                                                                   |
| Белоруссия | 0:1 (0:1)                                                            | Греция                                                            |
| | Голы                                                                 | Самарас 15′                                                       |

| 2 (97) Матч международного турнира. Группа 1. За 3-е место 1 марта | \| Белоруссия \| 2:2 (1:0), пен. — 4:5 \| Финляндия \| \| Корниленко 34′ · Шкабара 54′ \| Голы \| Риихилахти 83′ · Форсселль 92+′ \| | Стадион: «Пафиако», Пафос, Кипр Зрителей: 30 Судья: Р. Крайнц |
| Состав: Гаев (Сулима, 46), Шагойко, Панковец, Ленцевич, Кашевский (Корытько, 64), Калачёв, Ковба (к) (Шкабара, 46), Страханович (Тигорев, 46), Володенков (Сучков, 55), В. Маковский (Булыга, 66), Корниленко (Концевой, 46) | |                                                               |
| Белоруссия | 2:2 (1:0), пен. — 4:5 | Финляндия                                                     |
| Корниленко 34′ · Шкабара 54′ | Голы | Риихилахти 83′ · Форсселль 92+′                               |

| 3 (98) Матч международного турнира «LG Cup». Полуфинал 30 мая | \| Тунис \| 3:0 (1:0) \| Белоруссия \| \| Намуши 34′ (пен.) · дос Сантос 47′ · Джемаа 93+′ \| Голы \| \| | Стадион: «7 ноября», Тунис Зрителей: 24 000 Судья: Ж. Туати |
| Состав: Хомутовский, Д.Ленцевич, Штанюк (к), Корытько (Ланько, 59), Юревич, Корниленко (Челядинский, 85), Ковба (Панковец, 67), Калачёв, Василюк (Концевой, 63), Кашевский (Сучков, 46), Шагойко | |                                                             |
| Тунис | 3:0 (1:0)                                                                                                | Белоруссия                                                  |
| Намуши 34′ (пен.) · дос Сантос 47′ · Джемаа 93+′ | Голы |                                                             |

| 4 (99) Матч международного турнира «LG Cup». За 3-е место 2 июня | \| Белоруссия \| 1:1 (1:0), пен. — 1:3 \| Ливия \| \| Штанюк 12′ \| Голы \| Валед Али Осман 90′ \| | Стадион: «7 ноября», Тунис, Тунис Зрителей: 8000 Судья: А. Трабелси |
| Состав: Жевнов, Омельянчук, Штанюк (к), Корытько (Шагойко, 75), Юревич, Ковба, Калачёв (Д.Ленцевич, 53), Василюк (Корниленко, 46), Ланько (Концевой, 46), Кашевский (Сучков, 46), Челядинский | |                                                                     |
| Белоруссия | 1:1 (1:0), пен. — 1:3                                                                              | Ливия                                                               |
| Штанюк 12′ | Голы                                                                                               | Валед Али Осман 90′                                                 |

| 5 (100) Товарищеский матч 16 августа | \| Белоруссия \| 3:0 (1:0) \| Андорра \| \| А. Глеб 35′ · Булыга 76′ · Корниленко 84′ \| Голы \| \| | Стадион: «Динамо», Минск Зрителей: 7500 Судья: Аудрюс Жута |
| Состав: Хомутовский (Жевнов, 46), Кульчий (к), Ковба, Омельянчук, Юревич (Ленцевич, 79), Корытько, Концевой (Булыга, 46), Ланько (Корниленко, 46), Макс. Ромащенко, А. Глеб (Страханович, 46), Калачёв (Шагойко, 64) | |                                                            |
| Белоруссия | 3:0 (1:0)                                                                                           | Андорра                                                    |
| А. Глеб 35′ · Булыга 76′ · Корниленко 84′ | Голы                                                                                                |                                                            |

| 6 (101) Отборочная стадия XIII чемпионата Европы. Матч группы G 2 сентября                                                                          | \| Белоруссия \| 2:2 (2:1) \| Албания \| \| Калачёв 1′ · Макс. Ромащенко 24′ \| Голы \| Скеля 7′ (пен.) · Хаси 86′ \| | Стадион: «Динамо», Минск Зрителей: 23 000 Судья: Т. Асумаа |
| Состав:Хомутовский, Кульчий, Корытько, Омельянчук, Штанюк (к), Калачёв (Ланько, 85), Ковба, В. Глеб (Булыга, 64), Макс. Ромащенко, А. Глеб, Кутузов | |                                                            |
| Белоруссия | 2:2 (2:1) | Албания                                                    |
| Калачёв 1′ · Макс. Ромащенко 24′ | Голы | Скеля 7′ (пен.) · Хаси 86′                                 |

| 7 (102) Отборочная стадия XIII чемпионата Европы. Матч группы G 6 сентября                                                                                                  | \| Нидерланды \| 3:0 (1:0) \| Белоруссия \| \| Ван Перси 32′, 78′ · Кёйт 92+′ \| Голы \| \| | Стадион: «Филипс», Эйндховен Зрителей: 35 000 Судья: Ховард Уэбб |
| Состав:Хомутовский, Юревич, Корытько (Страханович, 46), Омельянчук, Штанюк (к), Калачёв (Ланько, 73), Ковба, Д.Ленцевич, Макс.Ромащенко (Концевой, 69), А. Глеб, Корниленко |                                                                                             |                                                                  |
| Нидерланды | 3:0 (1:0)                                                                                   | Белоруссия                                                       |
| Ван Перси 32′, 78′ · Кёйт 92+′ | Голы                                                                                        |                                                                  |

| 8 (103) Отборочная стадия XIII чемпионата Европы. Матч группы G 7 октября                                                                                             | \| Румыния \| 3:1 (2:1) \| Белоруссия \| \| Муту 7′ · Марика 10′ · Гоян 76′ \| Голы \| Корниленко 20′ \| | Стадион: «Стяуа», Бухарест Зрителей: 12 500 Судья: Альберто Ундиано Мальенко |
| Состав: Гаев, Кульчий (Страханович, 65), Ленцевич, Омельянчук, Штанюк (к), Калачёв (В. Глеб, 51), А.Глеб, Гуренко, Макс. Ромащенко, Корниленко (Корытько, 66), Юревич | |                                                                              |
| Румыния | 3:1 (2:1)                                                                                                | Белоруссия                                                                   |
| Муту 7′ · Марика 10′ · Гоян 76′ | Голы | Корниленко 20′                                                               |

| 9 (104) Отборочная стадия XIII чемпионата Европы. Матч группы G 11 октября                                                                                            | \| Белоруссия \| 4:2 (1:2) \| Словения \| \| Ковба 17′ · Корниленко 52′, 59′ · Корытько 85′ \| Голы \| Цесар 18′ · Лаврич 44′ \| | Стадион: «Динамо», Минск Зрителей: 21 150 Судья: Виктор Кашшаи |
| Состав: Гаев, Кульчий, Ковба, Омельянчук, Штанюк (к), Гуренко, Калачёв, Макс. Ромащенко (Корытько, 51), А. Глеб, В. Глеб (Страханович, 69), Корниленко (Концевой, 90) | |                                                                |
| Белоруссия | 4:2 (1:2) | Словения                                                       |
| Ковба 17′ · Корниленко 52′, 59′ · Корытько 85′ | Голы | Цесар 18′ · Лаврич 44′                                         |

| 10 (105) Товарищеский матч 15 ноября | \| Эстония \| 2:1 (1:0) \| Белоруссия \| \| Опер 14′, 68′ \| Голы \| В. Глеб 64′ (пен.) \| | Стадион: «А. Ле Кок Арена», Таллинн Зрителей: 3000 Судья: А. Хермансен |
| Состав: Жевнов, Радьков, Омельянчук (Тигорев, 46), Молош (Юревич, 46), Сучков (Корытько, 46), Ковба (Пласконный, 62), Калачёв (А. Концевой, 73), Страханович, Корниленко, А. Глеб (к), В. Глеб (Кирильчик, 78) |                                                                                            |                                                                        |
| Эстония | 2:1 (1:0)                                                                                  | Белоруссия                                                             |
| Опер 14′, 68′ | Голы                                                                                       | В. Глеб 64′ (пен.)                                                     |

## 2007 год
| 1 (106) Товарищеский матч 28 февраля | \| Иран \| 2:2 (1:0) Отчёт \| Белоруссия \| \| Хатиби 6′ · Раджабзаде 88′ \| Голы \| В. Глеб 53′, 59′ \| | Стадион: «Азади», Тегеран Зрителей: 18 000 Судья: Саад Камиль Эль-Фадхли |
| Состав: Жевнов, Кульчий, Пласконный (Юревич, 46), Омельянчук, Штанюк (к), Корытько (Челядинский, 56), Лихтарович (В. Глеб, 46), Страханович (Порываев, 80), Корниленко (Клименко, 71), Калачёв, Кутузов (Концевой, 65) | |                                                                          |
| Иран | 2:2 (1:0) Отчёт                                                                                          | Белоруссия                                                               |
| Хатиби 6′ · Раджабзаде 88′ | Голы | В. Глеб 53′, 59′                                                         |

| 2 (107) Отборочная стадия XIII чемпионата Европы. Матч группы G 24 марта                                                                                         | \| Люксембург \| 1:2 (0:1) Отчёт \| Белоруссия \| \| Саграмола 68′ \| Голы \| Калачёв 24′ · Кутузов 54′ \| | Стадион: «Жози Бартель», Люксембург Зрителей: 2 021 Судья: Марк Стивен Уитби |
| Состав: Жевнов, Кульчий, Юревич, Штанюк (к), Корытько, Корниленко (Близнюк, 75), Калачёв, В. Глеб, Кутузов (Радьков, 80), А. Глеб, Страханович (Челядинский, 58) | |                                                                              |
| Люксембург | 1:2 (0:1) Отчёт                                                                                            | Белоруссия                                                                   |
| Саграмола 68′ | Голы | Калачёв 24′ · Кутузов 54′                                                    |

| 3 (108) Отборочная стадия XIII чемпионата Европы. Матч группы G 2 июня                                                                                         | \| Белоруссия \| 0:2 (0:1) Отчёт \| Болгария \| \| \| Голы \| Бербатов 28′, 47′ \| | Стадион: «Динамо», Минск Зрителей: 25 962 Судья: Ярослав Яра |
| Состав: Жевнов, Кульчий, Калачёв, Омельянчук (Страханович, 72), Штанюк (к), Корытько, Ковба, Корниленко (Василюк, 59), А. Глеб, Кутузов (В. Глеб, 46), Тигорев |                                                                                    |                                                              |
| Белоруссия | 0:2 (0:1) Отчёт                                                                    | Болгария                                                     |
| | Голы                                                                               | Бербатов 28′, 47′                                            |

| 4 (109) Отборочная стадия XIII чемпионата Европы. Матч группы G 6 июня                                                                                     | \| Болгария \| 2:1 (2:1) Отчёт \| Белоруссия \| \| М. Петров 10′ · Янков 40′ \| Голы \| Василюк 4′ (пен.) \| | Стадион: «Васил Левски», София Зрителей: 10 227 Судья: Кристинн Якобссон |
| Состав: Жевнов, Калачёв (Кутузов, 44), Штанюк (к), Корытько, Ковба, А. Глеб, Страханович (В. Глеб, 65), Василюк (Корниленко, 55), Радьков, Юревич, Тигорев | |                                                                          |
| Болгария | 2:1 (2:1) Отчёт                                                                                              | Белоруссия                                                               |
| М. Петров 10′ · Янков 40′ | Голы | Василюк 4′ (пен.)                                                        |

| 5 (110) Товарищеский матч 22 августа | \| Белоруссия \| 2:1 (1:1) Отчёт \| Израиль \| \| Василюк 3′ · Макс. Ромащенко 92+′ (пен.) \| Голы \| Гершон 29′ (пен.) \| | Стадион: «Динамо», Минск Зрителей: 10 500 Судья: Паулюс Мальжинскас |
| Состав: Хомутовский (Амельченко, 46), Омельянчук, Тигорев (Корытько, 46), Радьков, Пласконный (Близнюк, 75), Калачёв, Стасевич (Кашевский, 46), Макс. Ромащенко, Василюк (Родионов, 46), А. Глеб (к) (Мозолевский, 83), Корниленко | |                                                                     |
| Белоруссия | 2:1 (1:1) Отчёт | Израиль                                                             |
| Василюк 3′ · Макс. Ромащенко 92+′ (пен.) | Голы | Гершон 29′ (пен.)                                                   |

| 6 (111) Отборочная стадия XIII чемпионата Европы. Матч группы G 8 сентября                                                                                      | \| Белоруссия \| 1:3 (1:2) Отчёт \| Румыния \| \| Макс. Ромащенко 20′ \| Голы \| Муту 16′, 76′ (пен.) · Дикэ 42′ \| | Стадион: «Динамо», Минск Зрителей: 19 320 Судья: Петер Фрёйдфельдт |
| Состав: Хомутовский, Тигорев, Радьков, Пласконный, Калачёв (Сквернюк, 77), Стасевич, Макс. Ромащенко, А. Глеб (к), Корниленко, Корытько, Родионов (Василюк, 62) | |                                                                    |
| Белоруссия | 1:3 (1:2) Отчёт | Румыния                                                            |
| Макс. Ромащенко 20′ | Голы | Муту 16′, 76′ (пен.) · Дикэ 42′                                    |

| 7 (112) Отборочная стадия XIII чемпионата Европы. Матч группы G 12 сентября                                                                                               | \| Словения \| 1:0 (1:0) Отчёт \| Белоруссия \| \| Лаврич 3′ (пен.) \| Голы \| \| | Стадион: «Арена Петрол», Целе Зрителей: 3500 Судья: Вячеслав Банарь |
| Состав: Гаев, Тигорев, Радьков, Пласконный, Калачёв, Стасевич, Макс. Ромащенко, А. Глеб (к), Корниленко (Родионов, 46), Корытько (Кашевский, 90), Близнюк (Филипенко, 74) |                                                                                   |                                                                     |
| Словения | 1:0 (1:0) Отчёт                                                                   | Белоруссия                                                          |
| Лаврич 3′ (пен.) | Голы                                                                              |                                                                     |

| 8 (113) Отборочная стадия XIII чемпионата Европы. Матч группы G 13 октября | \| Белоруссия \| 0:1 (0:0) Отчёт \| Люксембург \| \| \| Голы \| Левек 95+′ \| | Стадион: «Центральный», Гомель Зрителей: 13 500 Судья: Микаэль Свендсен |
| Состав: Жевнов (Хомутовский, 70), Омельянчук, Корытько, Филипенко, Пласконный, Сквернюк, Стасевич (Калачёв, 62), Корниленко, Макс. Ромащенко, А. Глеб (к), Воронков (Родионов, 81) |                                                                               |                                                                         |
| Белоруссия | 0:1 (0:0) Отчёт                                                               | Люксембург                                                              |
| | Голы                                                                          | Левек 95+′                                                              |

| 9 (114) Товарищеский матч 17 октября | \| Израиль \| 2:1 (1:0) Отчёт \| Белоруссия \| \| Баручян 37′ · Балили 71′ \| Голы \| Макс. Ромащенко 65′ \| | Стадион: Национальный стадион, Рамат-Ган Зрителей: 4362 Судья: Цветан Георгиев |
| Состав: Жевнов, Омельянчук, Корытько, Радьков (Пласконный, 53), Филипенко, Калачёв (Мозолевский, 84), Стасевич, Корниленко (Родионов, 69), Макс. Ромащенко, А. Глеб (к) (Сквернюк, 69), Молош | |                                                                                |
| Израиль | 2:1 (1:0) Отчёт                                                                                              | Белоруссия                                                                     |
| Баручян 37′ · Балили 71′ | Голы | Макс. Ромащенко 65′                                                            |

| 10 (115) Отборочная стадия XIII чемпионата Европы. Матч группы G 17 ноября                                                                                                  | \| Албания \| 2:4 (2:2) Отчёт \| Белоруссия \| \| Богдани 42′ · Капллани 44′ \| Голы \| Макс. Ромащенко 32′, 63′ (пен.) · Кутузов 46+′, 55′ \| | Стадион: «Кемаль Стафа», Тирана Зрителей: 2064 Судья: Бюлент Демирлек |
| Состав: Жевнов, Кульчий, Филипенко, Омельянчук, Пласконный (Сквернюк, 65), Калачёв (Корытько, 75), Булыга, Макс. Ромащенко, А. Глеб (к), Кутузов (Корниленко, 89), Киренкин | |                                                                       |
| Албания | 2:4 (2:2) Отчёт | Белоруссия                                                            |
| Богдани 42′ · Капллани 44′ | Голы | Макс. Ромащенко 32′, 63′ (пен.) · Кутузов 46+′, 55′                   |

| 11 (116) Отборочная стадия XIII чемпионата Европы. Матч группы G 21 ноября                                                                                                   | \| Белоруссия \| 2:1 (0:0) Отчёт \| Нидерланды \| \| Булыга 49′ · Корытько 65′ \| Голы \| Ван дер Варт 89′ \| | Стадион: «Динамо», Минск Зрителей: 11 900 Судья: Бертран Лайек |
| Состав: Жевнов, Кульчий, Филипенко, Омельянчук (Стасевич, 92+), Корытько, Булыга (Корниленко, 86), Макс. Ромащенко, А. Глеб (к) (Кашевский, 46), Сквернюк, Кутузов, Киренкин | |                                                                |
| Белоруссия | 2:1 (0:0) Отчёт                                                                                               | Нидерланды                                                     |
| Булыга 49′ · Корытько 65′ | Голы | Ван дер Варт 89′                                               |

## 2008 год
| 1 (117) Матч международного турнира 2 февраля | \| Белоруссия \| 2:0 (1:0) Отчёт \| Исландия \| \| Василюк 33′ · Пласконный 47′ \| Голы \| \| | Стадион: Национальный стадион, Та-Кали, Мальта Зрителей: 100 Судья: Кристофер Лотье |
| Состав: Веремко, Кульчий, Филипенко, Омельянчук (Шитов, 79), Пласконный, Булыга, Корниленко (В. Глеб, 54), Макс.Ромащенко (к) (Кривец, 86), Близнюк (Павлов, 54), Василюк, Киренкин (Павлючек, 46) |                                                                                               |                                                                                     |
| Белоруссия | 2:0 (1:0) Отчёт                                                                               | Исландия                                                                            |
| Василюк 33′ · Пласконный 47′ | Голы                                                                                          |                                                                                     |

| 2 (118) Матч международного турнира 4 февраля | \| Белоруссия \| 1:2 (1:1) Отчёт \| Армения \| \| В. Глеб 5′ \| Голы \| Аракелян 18′ · Акопян 76′ \| | Стадион: Национальный стадион, Та-Кали, Мальта Зрителей: 100 Судья: Энтон Заммит |
| Состав: Ленцевич, Кульчий, Филипенко, Омельянчук, Пласконный (Путило, 46), Булыга, Макс. Ромащенко (к), Близнюк (Осипович, 46), Василюк (Корниленко, 67), Павлючек, В. Глеб | |                                                                                  |
| Белоруссия | 1:2 (1:1) Отчёт                                                                                      | Армения                                                                          |
| В. Глеб 5′ | Голы                                                                                                 | Аракелян 18′ · Акопян 76′                                                        |

| 3 (119) Матч международного турнира 6 февраля | \| Мальта \| 0:1 (0:0) Отчёт \| Белоруссия \| \| \| Голы \| Макс. Ромащенко 89′ \| | Стадион: Национальный стадион, Та-Кали Зрителей: 1000 Судья: Арарат Чахарян |
| Состав: Жевнов, Кульчий, Филипенко, Омельянчук, Радьков (Павлючек, 67), Калачёв, Булыга (В. Глеб, 60), А. Глеб (к), Сквернюк, Кутузов, Кашевский (Макс. Ромащенко, 60) |                                                                                    |                                                                             |
| Мальта | 0:1 (0:0) Отчёт                                                                    | Белоруссия                                                                  |
| | Голы                                                                               | Макс. Ромащенко 89′                                                         |

| 4 (120) Товарищеский матч 26 марта | \| Белоруссия \| 2:2 (1:1) Отчёт \| Турция \| \| Кутузов 35′ · В. Глеб 64′ \| Голы \| Шанлы 38′ · Метин 71′ \| | Стадион: «Динамо», Минск Зрителей: 12 000 Судья: Паулюс Мальжинскас |
| Состав: Жевнов (Хомутовский, 46), Филипенко, Корытько, Булыга, Путило (Шитов, 88), Макс.Ромащенко, А. Глеб (к), Сквернюк (Пласконный, 24), Кутузов (В. Глеб, 46), Киренкин, Кашевский | |                                                                     |
| Белоруссия | 2:2 (1:1) Отчёт                                                                                                | Турция                                                              |
| Кутузов 35′ · В. Глеб 64′ | Голы | Шанлы 38′ · Метин 71′                                               |

| 5 (121) Товарищеский матч 27 мая | \| Германия \| 2:2 (2:0) Отчёт \| Белоруссия \| \| Клозе 10′ · Корытько 64′ (авт.) \| Голы \| Булыга 61′, 88′ \| | Стадион: Стадион имени Фрица Вальтера, Кайзерслаутерн Зрителей: 47 258 Судья: Дарко Чеферин |
| Состав: Хомутовский, Кульчий, Филипенко, Омельянчук, Корытько, Булыга (Корниленко, 90), Путило (Павлов, 74), Макс. Ромащенко (Ситко, 46), А. Глеб (к), В. Глеб (Родионов, 55), Ленцевич | |                                                                                             |
| Германия | 2:2 (2:0) Отчёт                                                                                                  | Белоруссия                                                                                  |
| Клозе 10′ · Корытько 64′ (авт.) | Голы | Булыга 61′, 88′                                                                             |

| 6 (122) Товарищеский матч 2 июня | \| Финляндия \| 1:1 (0:0) Отчёт \| Белоруссия \| \| Каллио 94+′ \| Голы \| Шитов 92+′ \| | Стадион: «Веритас», Турку Зрителей: 6474 Судья: Дамир Скомина |
| Состав: Хомутовский, Булыга (к), Путило (В.Глеб, 46), Кашевский (Пласконный, 90), Д.Ленцевич (Киренкин, 46), Чухлей, Ситко, Родионов (Корниленко, 68), Павлов, Концевой (Шитов, 83), Верховцов |                                                                                          |                                                               |
| Финляндия | 1:1 (0:0) Отчёт                                                                          | Белоруссия                                                    |
| Каллио 94+′ | Голы                                                                                     | Шитов 92+′                                                    |

| 7 (123) Товарищеский матч 20 августа | \| Белоруссия \| 0:0 Отчёт \| Аргентина \| | Стадион: «Динамо», Минск Зрителей: 25 000 Судья: Станислав Сухина |
| Состав: Жевнов, Кульчий, Филипенко, Омельянчук, Корытько, Булыга (В.Глеб, 81), Страханович (Молош, 71), А.Глеб (к), Кутузов, Путило (Павлов, 79), Верховцов |                                            |                                                                   |
| Белоруссия | 0:0 Отчёт                                  | Аргентина                                                         |

| 8 (124) Отборочная стадия XIX чемпионата мира. Матч группы 6 6 сентября                                                                                        | \| Украина \| 1:0 (0:0) Отчёт \| Белоруссия \| \| Шевченко 94+′ (пен.) \| Голы \| \| | Стадион: «Украина», Львов Зрителей: 24 000 Судья: Никола Риццоли |
| Состав: Жевнов, Кульчий, Филипенко, Омельянчук, Корытько (Чухлей, 68), Булыга (В. Глеб, 72), Страханович, А. Глеб (к), Кутузов, Путило (Павлов, 80), Верховцов |                                                                                      |                                                                  |
| Украина | 1:0 (0:0) Отчёт                                                                      | Белоруссия                                                       |
| Шевченко 94+′ (пен.) | Голы                                                                                 |                                                                  |

| 9 (125) Отборочная стадия XIX чемпионата мира. Матч группы 6 10 сентября                                                                                         | \| Андорра \| 1:3 (0:1) Отчёт \| Белоруссия \| \| Пужол 67′ (пен.) \| Голы \| Верховцов 37′ · Родионов 78′ · В. Глеб 90′ \| | Стадион: «Комуналь», Андорра-ла-Велья Зрителей: 600 Судья: Саймон Ли Эванс |
| Состав: Веремко, Кульчий, Филипенко, Омельянчук, Павлов (Родионов, 58), Корытько, Булыга (В. Глеб, 63), Страханович (Ситко, 87), А. Глеб (к), Кутузов, Верховцов | |                                                                            |
| Андорра | 1:3 (0:1) Отчёт | Белоруссия                                                                 |
| Пужол 67′ (пен.) | Голы | Верховцов 37′ · Родионов 78′ · В. Глеб 90′                                 |

| 10 (126) Отборочная стадия XIX чемпионата мира. Матч группы 6 15 октября                                                                                      | \| Белоруссия \| 1:3 (1:1) Отчёт \| Англия \| \| Ситко 28′ \| Голы \| Джеррард 12′ · Руни 50′, 75′ \| | Стадион: «Динамо», Минск Зрителей: 29 600 Судья: Терье Хауге |
| Состав: Жевнов, Кульчий (к), Филипенко, Омельянчук, Молош, Булыга, Ситко, Кутузов (Страханович, 77), Путило (Родионов, 67), Стасевич (В. Глеб, 90), Верховцов | |                                                              |
| Белоруссия | 1:3 (1:1) Отчёт                                                                                       | Англия                                                       |
| Ситко 28′ | Голы                                                                                                  | Джеррард 12′ · Руни 50′, 75′                                 |

| 11 (127) Товарищеский матч 19 ноября | \| Республика Кипр \| 2:1 (1:0) Отчёт \| Белоруссия \| \| Христофи 29′ · Авраам 48′ \| Голы \| Ковель 55′ \| | Стадион: ГСП, Никосия Зрителей: 800 Судья: Асаф Кенан |
| Состав: Жевнов, Кульчий, Филипенко, Молош (Омельянчук, 61), Корытько, Булыга, Ковель, А. Глеб (к), Ситко (Страханович, 57), Павлов (Путило, 54), Верховцов | |                                                       |
| Республика Кипр | 2:1 (1:0) Отчёт                                                                                              | Белоруссия                                            |
| Христофи 29′ · Авраам 48′ | Голы | Ковель 55′                                            |

## 2009 год
| 1 (128) Отборочная стадия XIX чемпионата мира. Матч группы 6 1 апреля                                                                                      | \| Казахстан \| 1:5 (1:0) Отчёт \| Белоруссия \| \| Абдулин 10′ \| Голы \| А. Глеб 48′ · Калачёв 54′, 63′ · Стасевич 57′ · Родионов 88′ \| | Стадион: Центральный стадион, Алматы Зрителей: 18 000 Судья: Иржи Йех |
| Состав: Жевнов, Кульчий (Кашевский, 75), Калачёв, Юревич, Бордачёв, А. Глеб (к), Кутузов (Близнюк, 86), Родионов, Стасевич (Ковель, 80), Шитов, Сосновский | |                                                                       |
| Казахстан | 1:5 (1:0) Отчёт | Белоруссия                                                            |
| Абдулин 10′ | Голы | А. Глеб 48′ · Калачёв 54′, 63′ · Стасевич 57′ · Родионов 88′          |

| 2 (129) Отборочная стадия XIX чемпионата мира. Матч группы 6 6 июня                                                                                         | \| Белоруссия \| 5:1 (2:0) Отчёт \| Андорра \| \| Близнюк 2′, 76′ · Калачёв 44′ · Корниленко 50′, 65′ \| Голы \| И. Лима 90+3′ (пен.) \| | Стадион: «Неман», Гродно Зрителей: 8500 Судья: Роберт Крайнц |
| Состав: Жевнов, Кашевский (Рудик, 67), Калачёв, Юревич, Корниленко (Родионов, 80), А.Глеб (к), Близнюк, Стасевич, Шитов (Ковель, 67), Сосновский, Верховцов | |                                                              |
| Белоруссия | 5:1 (2:0) Отчёт | Андорра                                                      |
| Близнюк 2′, 76′ · Калачёв 44′ · Корниленко 50′, 65′ | Голы | И. Лима 90+3′ (пен.)                                         |

| 3 (130) Товарищеский матч 10 июня | \| Белоруссия \| 2:2 (2:0) Отчёт \| Молдова \| \| Родионов 4′ · Близнюк 27′ \| Голы \| Калинков 77′ · Андроник 83′ \| | Стадион: Городской стадион, Борисов Зрителей: 2000 Судья: Гедиминас Мажейка |
| Состав: Жевнов, Кульчий (Ковель, 46), Ленцевич, Калачёв (Рудик, 46), Юревич, Родионов (Кошель, 71), А. Глеб (к), Близнюк, Стасевич, Шитов, Сосновский | |                                                                             |
| Белоруссия | 2:2 (2:0) Отчёт | Молдова                                                                     |
| Родионов 4′ · Близнюк 27′ | Голы | Калинков 77′ · Андроник 83′                                                 |

| 4 (131) Отборочная стадия XIX чемпионата мира. Матч группы 6 12 августа                                                                                            | \| Белоруссия \| 1:3 (0:1) Отчёт \| Хорватия \| \| Верховцов 81′ \| Голы \| Олич 22′, 85′ · Эдуардо 69′ \| | Стадион: «Динамо», Минск Зрителей: 28 000 Судья: Феликс Брых |
| Состав: Жевнов, Кульчий, Калачёв, Юревич, Омельянчук, Корниленко (Родионов, 70), А. Глеб (к), Кутузов (Близнюк, 85), Кашевский (Ковель, 54), Сосновский, Верховцов | |                                                              |
| Белоруссия | 1:3 (0:1) Отчёт                                                                                            | Хорватия                                                     |
| Верховцов 81′ | Голы | Олич 22′, 85′ · Эдуардо 69′                                  |

| 5 (132) Отборочная стадия XIX чемпионата мира. Матч группы 6 5 сентября                                                                                        | \| Хорватия \| 1:0 (1:0) Отчёт \| Белоруссия \| \| Ракитич 24′ \| Голы \| \| | Стадион: «Максимир», Загреб Зрителей: 37 000 Судья: Конрад Плауц |
| Состав: Жевнов, Кульчий (к), Шитов, Калачёв, Юревич, Омельянчук, Корниленко (Ковель, 77), В. Глеб (Кривец, 63), Бордачёв (Стасевич, 55), Сосновский, Верховцов |                                                                              |                                                                  |
| Хорватия | 1:0 (1:0) Отчёт                                                              | Белоруссия                                                       |
| Ракитич 24′ | Голы                                                                         |                                                                  |

| 6 (133) Отборочная стадия XIX чемпионата мира. Матч группы 6 9 сентября                                                                                         | \| Белоруссия \| 0:0 Отчёт \| Украина \| | Стадион: «Динамо», Минск Зрителей: 21 727 Судья: Виктор Кашшаи |
| Состав: Жевнов, Кульчий, Шитов, Калачёв, Юревич, Омельянчук, Корниленко (Ковель, 77), А.Глеб (к), Кутузов (В.Глеб, 87), Сосновский, Пласконный (Д.Ленцевич, 57) |                                          |                                                                |
| Белоруссия | 0:0 Отчёт                                | Украина                                                        |

| 7 (134) Отборочная стадия XIX чемпионата мира. Матч группы 6 10 октября                                                                                        | \| Белоруссия \| 4:0 (1:0) Отчёт \| Казахстан \| \| Бордачёв 23′ · Калачёв 69′, 90+3′ · Ковель 86′ \| Голы \| \| | Стадион: «Брестский», Брест Зрителей: 9530 Судья: Саид Эннжими |
| Состав: Жевнов, Кульчий (к) (Родионов, 90), Калачёв, Юревич, Омельянчук, Корниленко, Кутузов (Ковель, 73), Бордачёв (Кривец, 83), Шитов, Сосновский, Верховцов | |                                                                |
| Белоруссия | 4:0 (1:0) Отчёт                                                                                                  | Казахстан                                                      |
| Бордачёв 23′ · Калачёв 69′, 90+3′ · Ковель 86′ | Голы |                                                                |

| 8 (135) Отборочная стадия XIX чемпионата мира. Матч группы 6 14 октября                                                                                           | \| Англия \| 3:0 (1:0) Отчёт \| Белоруссия \| \| Крауч 4′, 76′ · Райт-Филлипс 60′ \| Голы \| \| | Стадион: «Уэмбли», Лондон Зрителей: 76 897 Судья: Лусилиу Батишта |
| Состав: Жевнов, Кульчий (к), Калачёв, Юревич, Омельянчук, Корниленко (Ковель, 76), Кутузов (Родионов, 46), Бордачёв (Кашевский, 84), Шитов, Сосновский, Верховцов |                                                                                                 |                                                                   |
| Англия | 3:0 (1:0) Отчёт                                                                                 | Белоруссия                                                        |
| Крауч 4′, 76′ · Райт-Филлипс 60′ | Голы                                                                                            |                                                                   |

| 9 (136) Товарищеский матч 14 ноября | \| Саудовская Аравия \| 1:1 (1:1) Отчёт \| Белоруссия \| \| Аль-Шамрани 32′ \| Голы \| Бордачёв 20′ \| | Стадион: «Принц Мохаммад Бин Фахд Бин Абдулазиз», Эль-Хубар Зрителей: 1100 Судья: Салах Аль-Аббаси |
| Состав: Жевнов, Кульчий (к), Калачёв, Юревич, Д.Ленцевич, Омельянчук (В.Глеб, 75), Корниленко (Кисляк, 91+), Бордачёв, Шитов, Родионов (Амельченко, 26), Сосновский | | |
| Саудовская Аравия | 1:1 (1:1) Отчёт                                                                                        | Белоруссия                                                                                         |
| Аль-Шамрани 32′ | Голы                                                                                                   | Бордачёв 20′                                                                                       |

| 10 (137) Товарищеский матч 18 ноября | \| Черногория \| 1:0 (0:0) Отчёт \| Белоруссия \| \| Вучинич 80′ \| Голы \| \| | Стадион: Городской стадион, Подгорица Зрителей: 5000 Судья: Александар Ставрев |
| Состав: Жевнов (к), Мартынович (Верховцов, 46), Калачёв (Сосновский, 79), Юревич, Д.Ленцевич, Омельянчук, Корниленко (Ковель, 67), Бордачёв (Кривец, 91+), Шитов, Родионов (В.Глеб, 46), Кисляк |                                                                                |                                                                                |
| Черногория | 1:0 (0:0) Отчёт                                                                | Белоруссия                                                                     |
| Вучинич 80′ | Голы                                                                           |                                                                                |